# Cigogne blanche
Vous lisez un « article de qualité » labellisé en 2012.
Ciconia ciconia
Espèce
Synonymes
- Ardea ciconia Linnaeus, 1758 (protonyme)

Statut de conservation UICN

 LC  : Préoccupation mineure
La Cigogne blanche (Ciconia ciconia) est une grande espèce d'oiseaux échassiers de la famille des Ciconiidés. Son plumage est principalement blanc, avec du noir sur les ailes. Les adultes ont de longues pattes rouges et un bec rouge long et droit, et mesurent en moyenne 100 à 115 cm du bout du bec au bout de la queue, avec une envergure comprise entre 155 et 215 cm. Son espérance de vie est de 20 à 30 ans.
Deux sous-espèces sont distinguées, qui diffèrent légèrement en taille et vivent en Europe, au nord jusqu'en Finlande, dans le nord-ouest de l'Afrique, en Afrique australe et dans le sud-ouest de l'Asie — à l'est jusque dans le sud du Kazakhstan. La Cigogne blanche est une grande migratrice, et hiverne dans les zones tropicales d'Afrique subsaharienne jusqu'en Afrique du Sud ou sur le sous-continent indien. Lors de sa migration entre l'Europe et l'Afrique, elle évite la traversée de la mer Méditerranée en réalisant un détour à l'est par le Levant ou à l'ouest par le détroit de Gibraltar car les courants ascendants de l'air dont elle a besoin ne se forment pas au-dessus de l'eau.
La Cigogne blanche a un régime carnivore et consomme un large éventail de proies animales : insectes, mollusques, divers autres invertébrés, poissons, amphibiens, reptiles, petits mammifères et petits oiseaux. Elle trouve la plupart de sa nourriture au sol, parmi la végétation basse, et dans l'eau peu profonde. L'espèce est monogame mais les partenaires ne s'apparient pas pour la vie. Ils construisent un grand nid de branches qui peut être utilisé pendant plusieurs années. Chaque année la femelle pond généralement quatre œufs (une ponte de six œufs a été constatée en 2025 en Moselle), qui éclosent de manière asynchrone, 33 ou 34 jours après la ponte. Les deux parents se relaient pour l'incubation des œufs et le nourrissage des jeunes. Les jeunes quittent le nid 58 à 64 jours après l'éclosion, et continuent d'être nourris par les parents durant 7 à 20 jours supplémentaires.
La Cigogne blanche est considérée comme espèce de « préoccupation mineure » par l'Union internationale pour la conservation de la nature. Les activités humaines durant le Moyen Âge lui ont profité, avec le défrichement de zones boisées pour l'agriculture, mais les changements dans les méthodes agricoles et l'industrialisation ont conduit au déclin et à la disparition locale de l'espèce en Europe aux XIXe et XXe siècles. Les programmes de conservation et de réintroduction dans toute l'Europe ont abouti à la reprise de la nidification de la Cigogne blanche en France, aux Pays-Bas, en Suisse et en Suède. Cet oiseau n'a que peu de prédateurs naturels, mais peut être porteur de divers parasites ; le plumage est la cible des poux mâcheurs et des acariens des plumes, tandis que les grands nids peuvent contenir une grande variété d'acariens mésostigmates. Cet oiseau remarquable a donné lieu à de nombreuses légendes à travers son aire de répartition, dont la plus connue est celle de bébés apportés par les cigognes.

## Description

### Plumage et mensurations

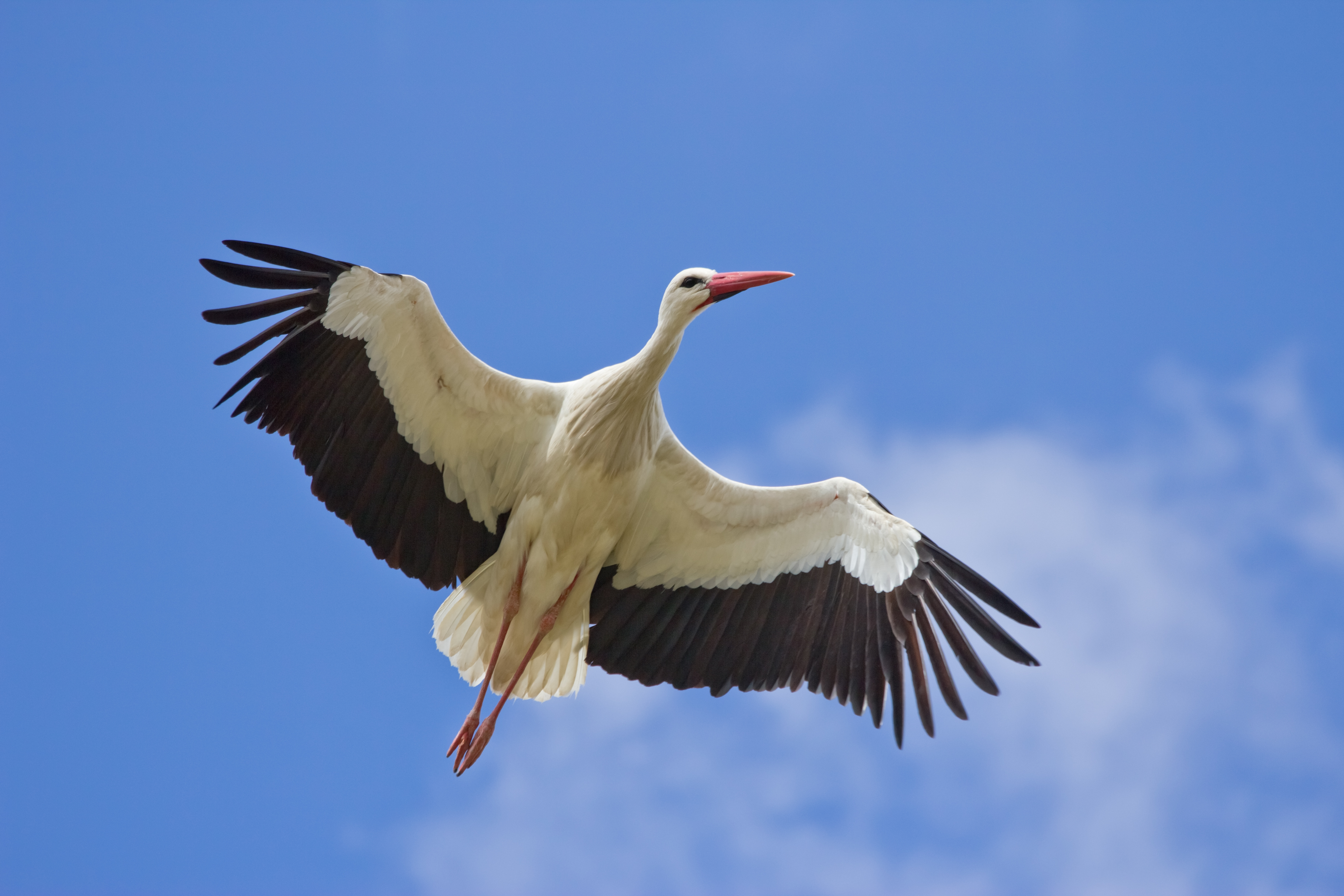
En vol, ici en Espagne, la Cigogne blanche a le cou tendu à l'horizontale et les pattes allongées vers l'arrière.

La Cigogne blanche est un grand oiseau mesurant entre 100 et 115 cm de long, cette mesure étant prise du bout du bec au bout de la queue sur un individu mort ou une peau placés sur le dos. Debout elle mesure de 100 à 125 cm, son envergure est de 155 à 215 cm et son poids de 2,3 à 4,4 kg. Comme toutes les cigognes, l'espèce a de longues pattes — le tarse mesure de 20 à 25 cm —, un long cou et un long bec droit et pointu. Il y a peu de dimorphisme sexuel apparent, mais les mâles sont en moyenne plus grands que les femelles, leur bec est plus large et en moyenne plus long, mesurant 15 à 17 cm contre 14 à 17 cm et la mandibule inférieure est en moyenne plus anguleuse chez les mâles et rectiligne pour les femelles. Le plumage est entièrement blanc pur, à l'exception des rémiges primaires et secondaires qui sont noires ; le pigment responsable de cette coloration est la mélanine. Les plumes de la poitrine sont longues et hirsutes, formant une collerette qui est parfois utilisée lors de la parade nuptiale. L'iris est brun terne ou gris, et la peau du cercle oculaire est noire. L'adulte a un bec rouge vif et des pattes rouges, dont la coloration provient de caroténoïdes présents dans l'alimentation. Dans certaines parties de l'Espagne, des études ont montré que le pigment est synthétisé depuis l'astaxanthine d'une espèce introduite d'écrevisses, l'Écrevisse de Louisiane (Procambarus clarkii), et les couleurs vives du bec apparaissent même chez les oisillons, ce qui n'est pas le cas dans le reste de la répartition où les jeunes ont des couleurs ternes. Les zones nues sont plus vivement colorées pendant la saison de reproduction. La cigogne fait partie des quelques oiseaux ayant conservé un pénis vestigial.
Comme chez les autres cigognes, les ailes sont longues et larges, adaptées au vol ascensionnel. En vol battu, les mouvements d'ailes sont lents et réguliers. Comme la plupart des membres de sa famille, la cigogne vole avec le cou tendu en avant, et ses longues pattes dépassent largement de sa courte queue. Au sol elle marche à un rythme lent et régulier, avec la tête relevée, mais rentre souvent celle-ci entre ses épaules au repos. La mue n'a pas été étudiée, mais semble avoir lieu tout au long de l'année, et les rémiges primaires sont remplacées au cours de la saison de reproduction.

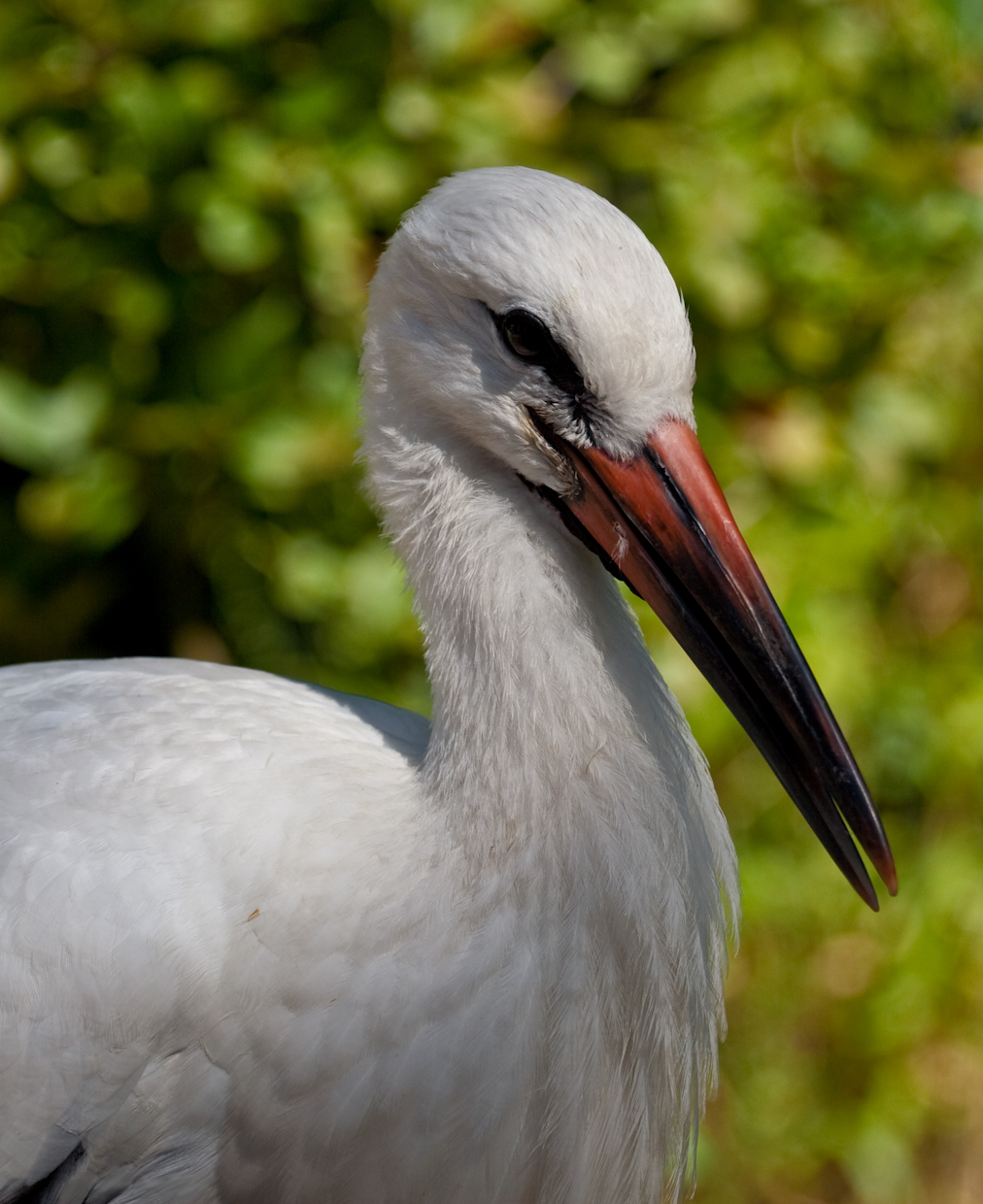
Chez ce juvénile, la base du bec commence à prendre sa couleur rouge.

À l'éclosion, le jeune a un duvet clairsemé, composé de courtes plumes blanchâtres. Ce duvet est remplacé environ une semaine plus tard par un plumage plus dense de duvet blanc et laineux. En trois semaines, le jeune oiseau acquiert ses scapulaires noires et ses plumes de contour. À la sortie de l’œuf le poussin a les pattes rosâtres ; elles virent au gris-noir à mesure qu'il vieillit. Son bec est noir avec la pointe brune. Quand il a fini de s'emplumer, le juvénile possède un plumage semblable à celui de l'adulte, avec toutefois des plumes noires souvent teintées de brun, et le bec et les pattes d'un brun-rouge ou orange plus terne que les parents. Le bec est généralement orange ou rouge avec la pointe sombre ; il prend sa couleur rouge définitive l'été suivant, bien que les pointes noires persistent chez certains individus. Les jeunes cigognes acquièrent leur plumage d'adulte à leur deuxième été.

### Espèces similaires
Dans son aire de répartition, la cigogne blanche se reconnaît facilement vue au sol, mais vue de loin, en vol, elle peut être confondue avec plusieurs autres espèces arborant des motifs similaires sous les ailes, comme le Tantale ibis (Mycteria ibis), le Pélican blanc (Pelecanus onocrotalus) ou le Percnoptère (Neophron percnopterus). Le Tantale ibis se distingue par sa queue noire et son bec jaune, plus long et légèrement courbé. La Cigogne blanche est également légèrement plus grande en moyenne que ce tantale. Le Pélican blanc a des pattes courtes qui ne dépassent pas de la queue en vol, alors que c'est clairement l'inverse pour la cigogne. Il vole également avec son cou rétracté, la tête près de son corps massif, quand la cigogne l'étend à l'horizontale. Les volées de pélicans sont également plus organisées et synchronisées que les volées lâches formées par la Cigogne blanche,. Le Vautour percnoptère est plus petit, avec la queue longue se terminant en pointe, des pattes plus courtes et une petite tête jaune avec un cou court. La Grue cendrée (Grus grus) peut également paraître blanche et noire par un temps très ensoleillé, mais ses pattes et son cou paraissent plus longs en vol que ceux de la Cigogne blanche ; vu de loin et sous une forte luminosité, le dessus des ailes de la Cigogne noire (Ciconia nigra) peut également sembler pâle et faire penser à la Cigogne blanche.

Espèces ressemblantes
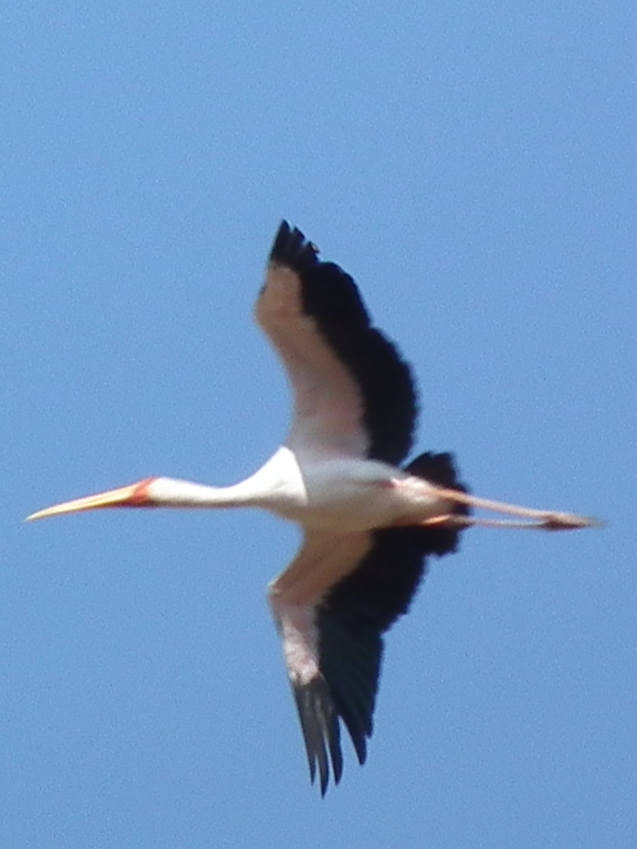
Tantale ibis en vol.
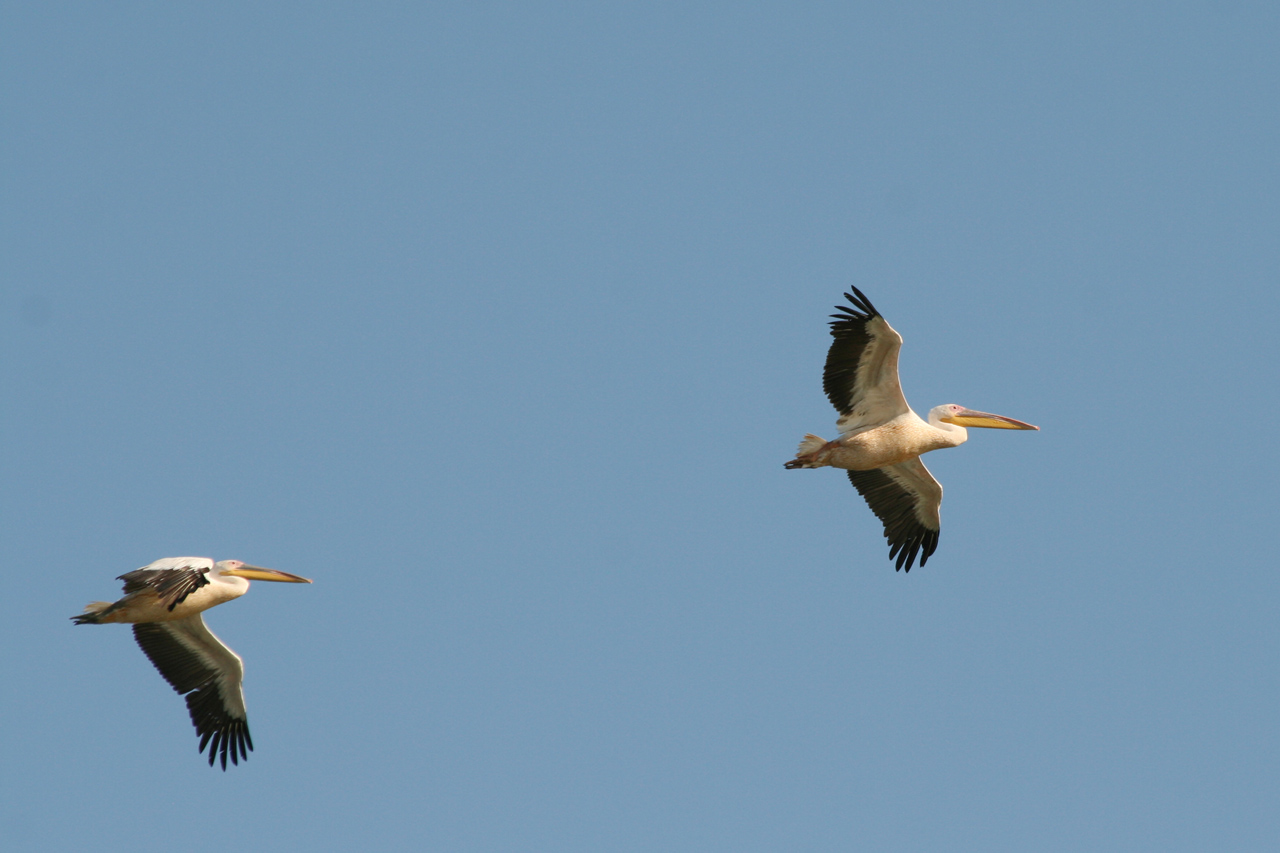
Pélicans blancs en vol.
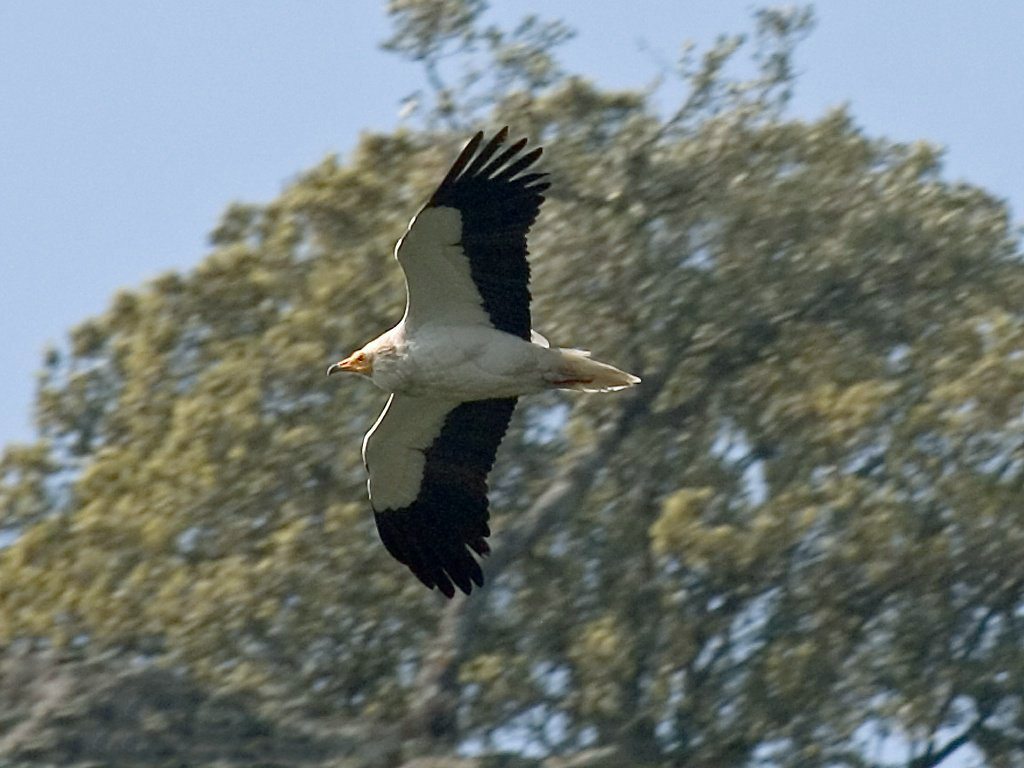
Vautour percnoptère en vol.
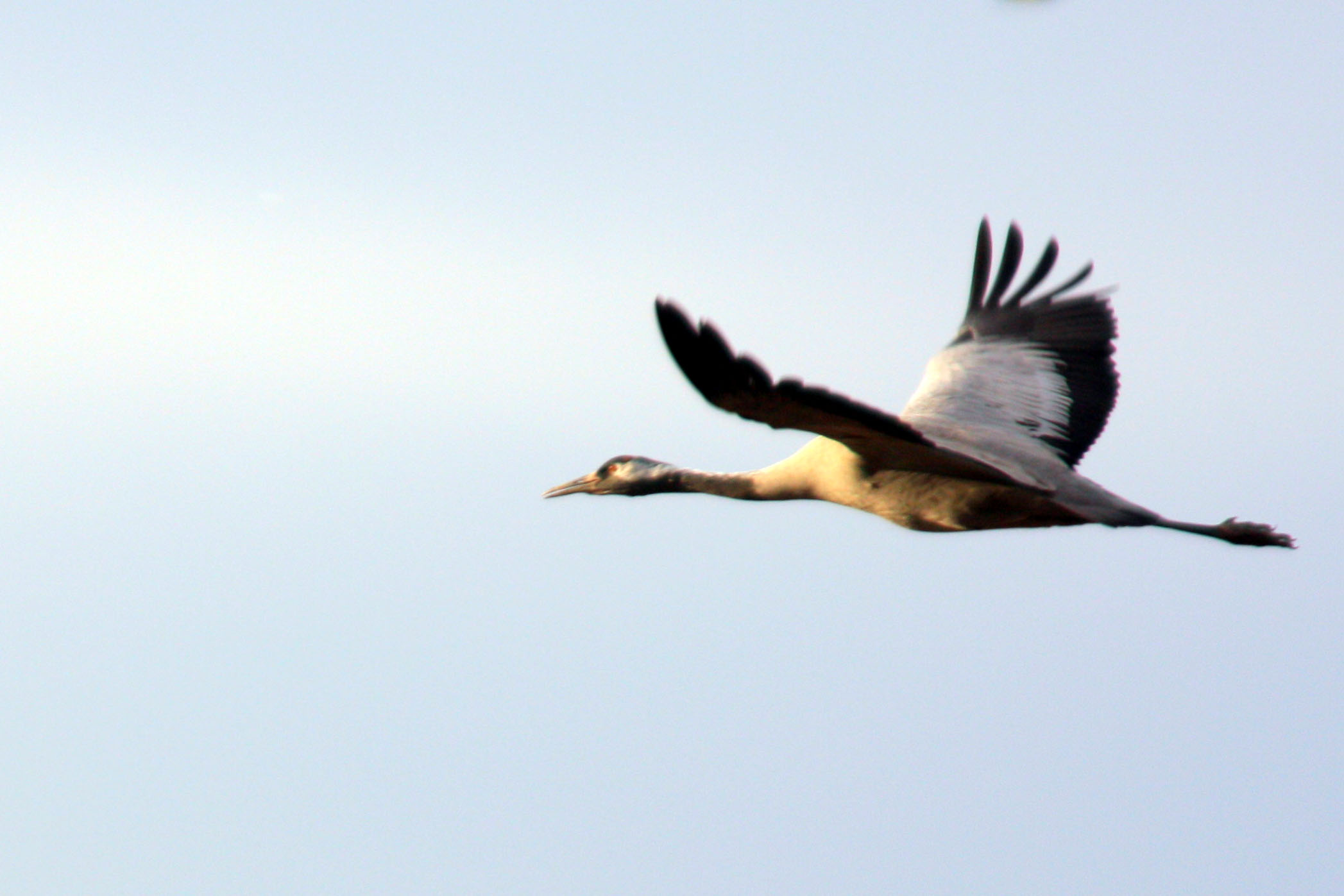
Grue cendrée en vol.

## Écologie et comportement

### Éthologie

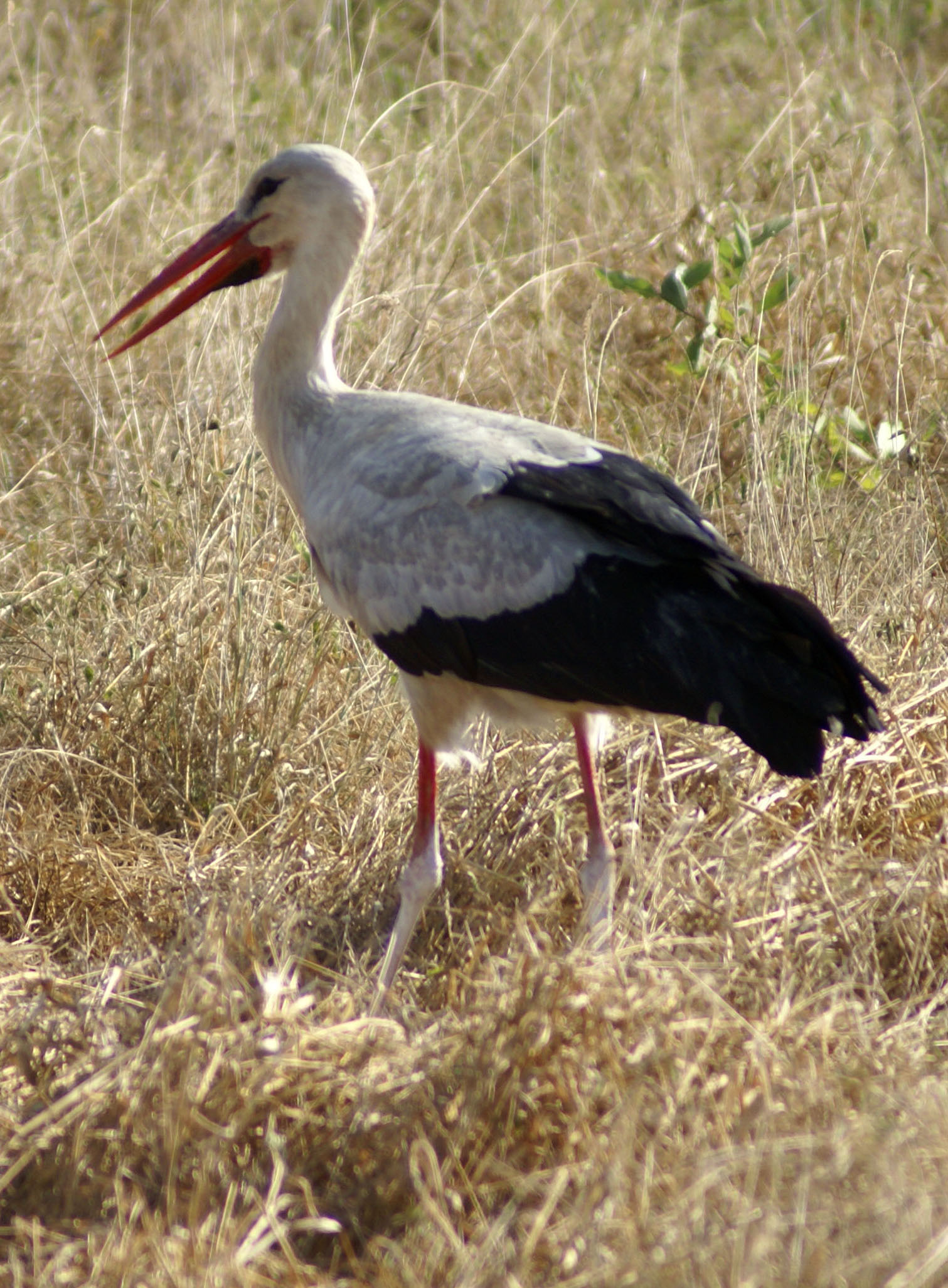
Une Cigogne blanche dans le parc national de Tsavo East au Kenya. Les parties inférieures des pattes sont blanches car couvertes de fientes : un exemple de l'utilisation de l'urohydrose pour la thermorégulation.

La Cigogne blanche est un oiseau grégaire, formant des groupes de milliers d'individus sur les chemins migratoires et dans les aires d'hivernage en Afrique. Les oiseaux non-reproducteurs se rassemblent en groupes de 40 à 50 individus au cours de la saison de reproduction. La Cigogne d'Abdim (Ciconia abdimii), plus petite et au plumage sombre est souvent présente dans les regroupements de Cigognes blanches en Afrique australe. Chez la Cigogne blanche les couples reproducteurs peuvent se réunir en petits groupes pour chasser, et dans certaines régions des oiseaux forment des colonies pour nidifier. Cependant la taille des groupes varie énormément d'une colonie à l'autre, et il n'existe pas de structure sociale précise. Les jeunes reproducteurs font souvent leur nid à la périphérie, tandis que les cigognes plus vieilles ont un meilleur succès reproducteur en occupant les nids de meilleure qualité vers le centre de la colonie. La structure sociale et la cohésion du groupe est maintenue par des comportements altruistes comme le toilettage réciproque, un comportement exclusivement présent au nid. Des oiseaux debout peuvent ainsi lisser les plumes de la tête d'oiseaux assis, les parents toiletter leurs jeunes ou ces derniers se nettoyer mutuellement. Contrairement à la plupart des cigognes, la Cigogne blanche n'adopte jamais de posture statique avec les ailes déployées, même si elle peut les tenir dépliées, les rémiges primaires pointant vers le bas, lorsque son plumage est mouillé.
La Cigogne blanche dépose parfois des fientes très diluées, contenant les matières fécales et l'urine, sur ses propres pattes, rendant celles-ci blanches. L'évaporation résultant assure le refroidissement que l'on appelle urohidrose. Les oiseaux bagués peuvent parfois souffrir d'une accumulation de fientes autour de l'anneau qui leur blesse les pattes et peut entraîner des nécroses mortelles,. La Cigogne blanche est considérée comme une utilisatrice d'outils, pouvant essorer des mousses avec son bec pour faire goutter de l'eau dans celui de ses poussins.

### Communication
Chez l'espèce, les muscles de la syrinx sont réduits. Le son principal émis par la Cigogne blanche adulte est un claquement de bec bruyant, qui a été comparé à des tirs lointains de mitrailleuses. On dit qu'elle claquette, craquette ou glottore. L'oiseau produit ce bruit en ouvrant et refermant rapidement son bec de sorte qu'un clac se fait à chaque fois que ses mandibules se rencontrent, amplifié par son sac gulaire, qui agit comme caisse de résonance. Utilisés pour diverses interactions sociales, ces claquements de bec deviennent généralement de plus en plus forts, et à des rythmes distinctifs selon la situation, par exemple plus lent lors de la copulation et rapide lorsqu'il est poussé comme un cri d'alarme. La voix des adultes ne s'entend que lorsqu'ils produisent de faibles sifflements, à peine audibles ; les jeunes oiseaux peuvent cependant pousser des sifflements secs, des pépiements divers et des miaulements pour réclamer leur nourriture. Comme les adultes, les jeunes peuvent aussi claquer du bec.

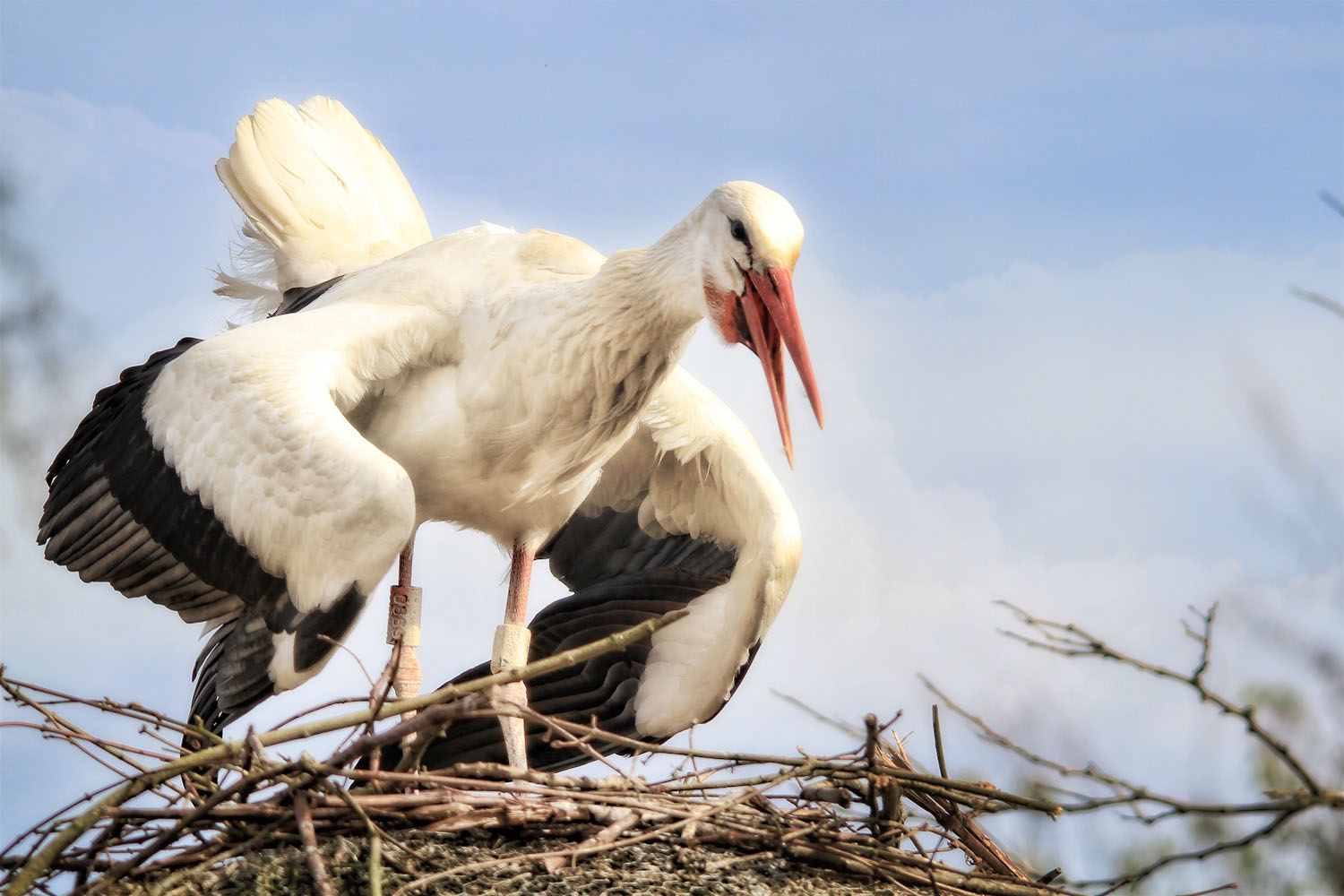
Oiseau en parade.

Les Cigognes blanches présentent également un comportement où un individu jette rapidement sa tête vers l'arrière de telle sorte que sa calotte touche son dos, avant de ramener lentement sa tête vers l'avant, le tout à plusieurs reprises. Ce comportement est utilisé comme un salut entre les oiseaux, après le coït, et aussi comme attitude de menace. Il peut aussi être utilisé par les petits,. Les couples reproducteurs sont territoriaux durant l'été, et utilisent cette parade, ou s'accroupissent vers l'avant, la queue inclinée et les ailes étendues. Si les attitudes menaçantes ne suffisent pas, des combats entre mâles éclatent, parfois sanglants et pouvant s'étaler sur plusieurs jours.

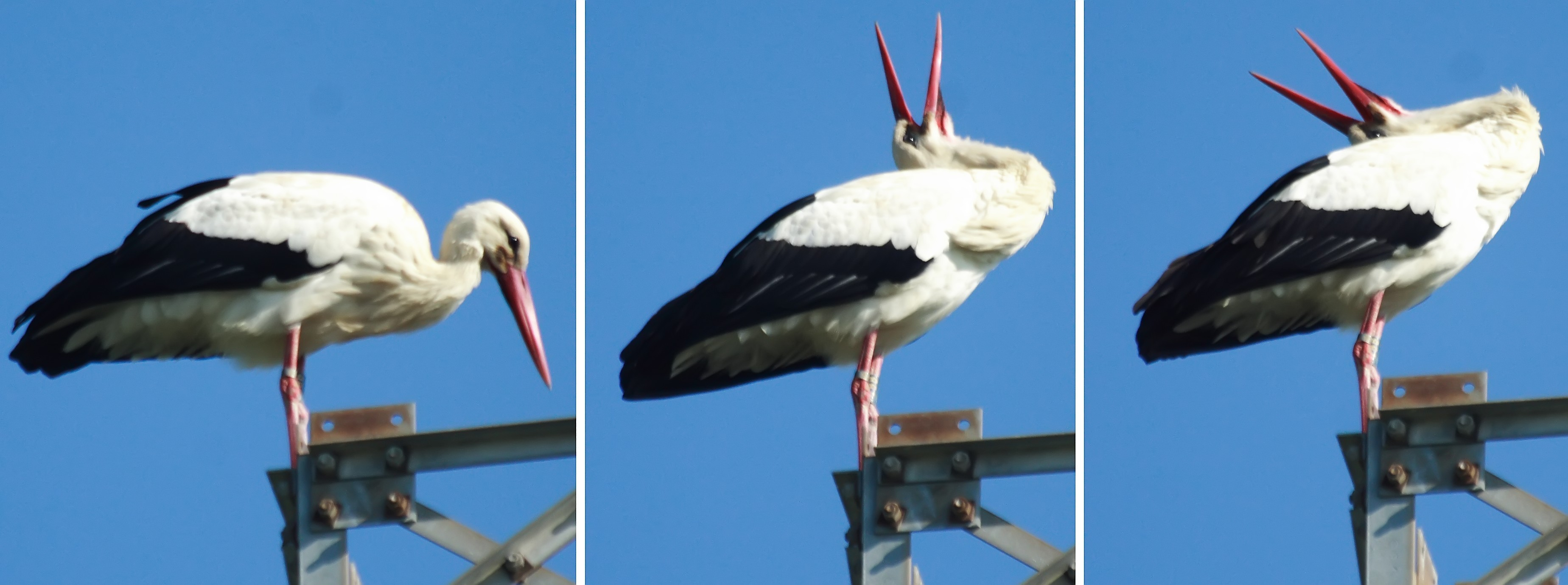
Cigogne claquetant tout en ramenant la tête en arrière sur son dos.

### Alimentation

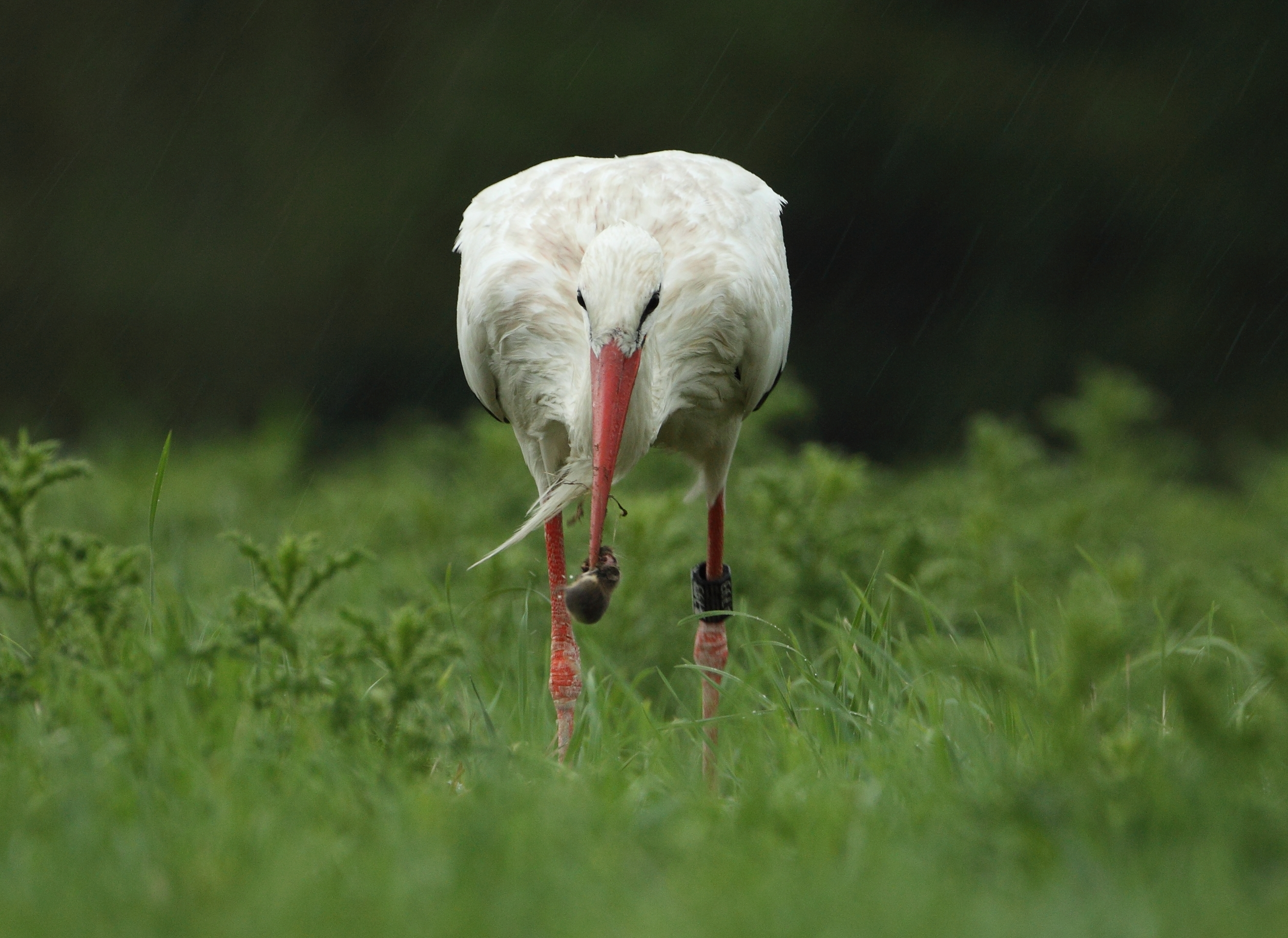
Cigogne blanche, un rongeur dans le bec.

La Cigogne blanche consomme une grande variété de proies animales. Elle préfère se nourrir dans les prairies qui se trouvent dans un rayon de 5 km autour de son nid et sur les sites où la végétation est courte, de sorte que ses proies sont plus accessibles. Son régime alimentaire varie selon la saison, l'endroit et la disponibilité des proies. Les proies les plus courantes sont les insectes, principalement des coléoptères et des orthoptères (sauterelles, criquets et grillons), respectivement 49,5 % et 43,7 % des insectes lors d'une étude sur trois ans effectuée en Espagne à partir de pelotes de réjection, les insectes représentant 99,3 % du nombre total des proies. Viennent ensuite les lombrics, les reptiles, les amphibiens — notamment les grenouilles telles que la grenouille verte (Rana kl. esculenta) et la grenouille rousse (Rana temporaria) — et de petits mammifères comme les campagnols (notamment Microtus arvalis et les espèces du genre Arvicola), les taupes et les musaraignes. Elle attrape ces rongeurs et insectivores en les guettant à la sortie de leur trou. Moins souvent, la Cigogne blanche consomme aussi des œufs d'oiseaux, de jeunes oiseaux, des poissons, des mollusques, des crustacés et, en Afrique du Nord, des scorpions.

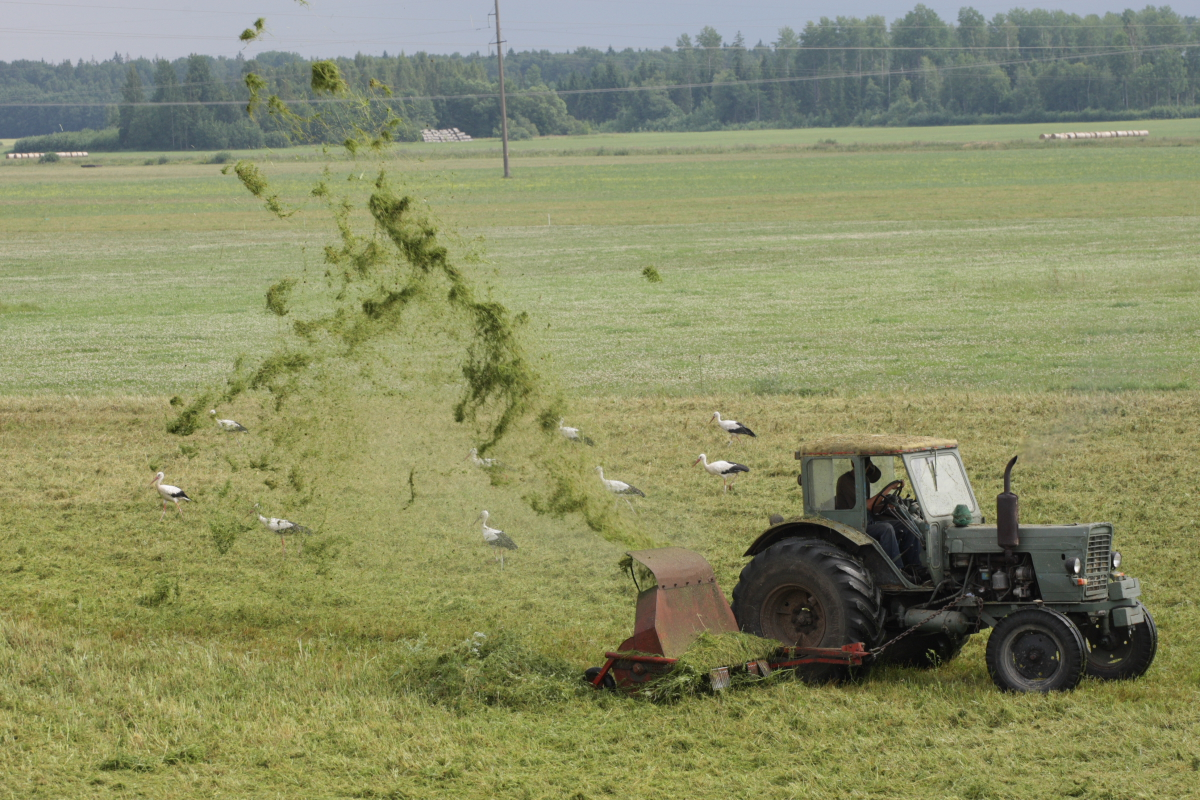
Cigognes blanches se nourrissant dans les zones fauchées par un tracteur.

La Cigogne blanche chasse principalement pendant la journée ; elle avale directement les petites proies, mais tue et découpe les proies plus grosses avant de les avaler. Elle avale parfois des élastiques qu'elle prend pour des vers de terre, et ceux-ci peuvent parfois causer la mort de l'individu par occlusion intestinale. Elle chasse sans gêne dans les terrains ouverts et n'hésite pas à suivre les engins de labour ou les batteuses afin de consommer les animaux débusqués ou déchiquetés par les machines. En Afrique elle sait également tirer profit des feux de brousse qui dénichent toutes sortes de proies. On a observé des oiseaux retournant en Lettonie au cours du printemps repérer leurs proies, des grenouilles Rana arvalis, en suivant les appels nuptiaux produits par des rassemblements de grenouilles mâles. Des Cigognes blanches hivernant dans l'ouest de l'Inde ont été observées suivant une Antilope cervicapre (Antilope cervicapra) pour capturer les insectes dérangés par le bovidé.
Le régime alimentaire des oiseaux non reproducteurs est similaire à celui des oiseaux nicheurs, mais les proies sont plus souvent prises dans les zones sèches. Lorsque les cigogneaux sont âgés de plusieurs semaines, près de 4 kg de nourriture sont quotidiennement nécessaires pour nourrir une famille. Les Cigognes blanches passant l'hiver en Inde se nourrissent parfois avec la Cigogne épiscopale (Ciconia episcopus). Des cas de cleptoparasitisme ont été reportés, une Cigogne blanche ayant volé un rongeur au Busard des roseaux (Circus aeruginosus) en Inde ; à l'inverse le Busard cendré (Circus pygargus) est connu pour harceler les Cigognes blanches se nourrissant de campagnols dans certaines parties de la Pologne,.

### Reproduction

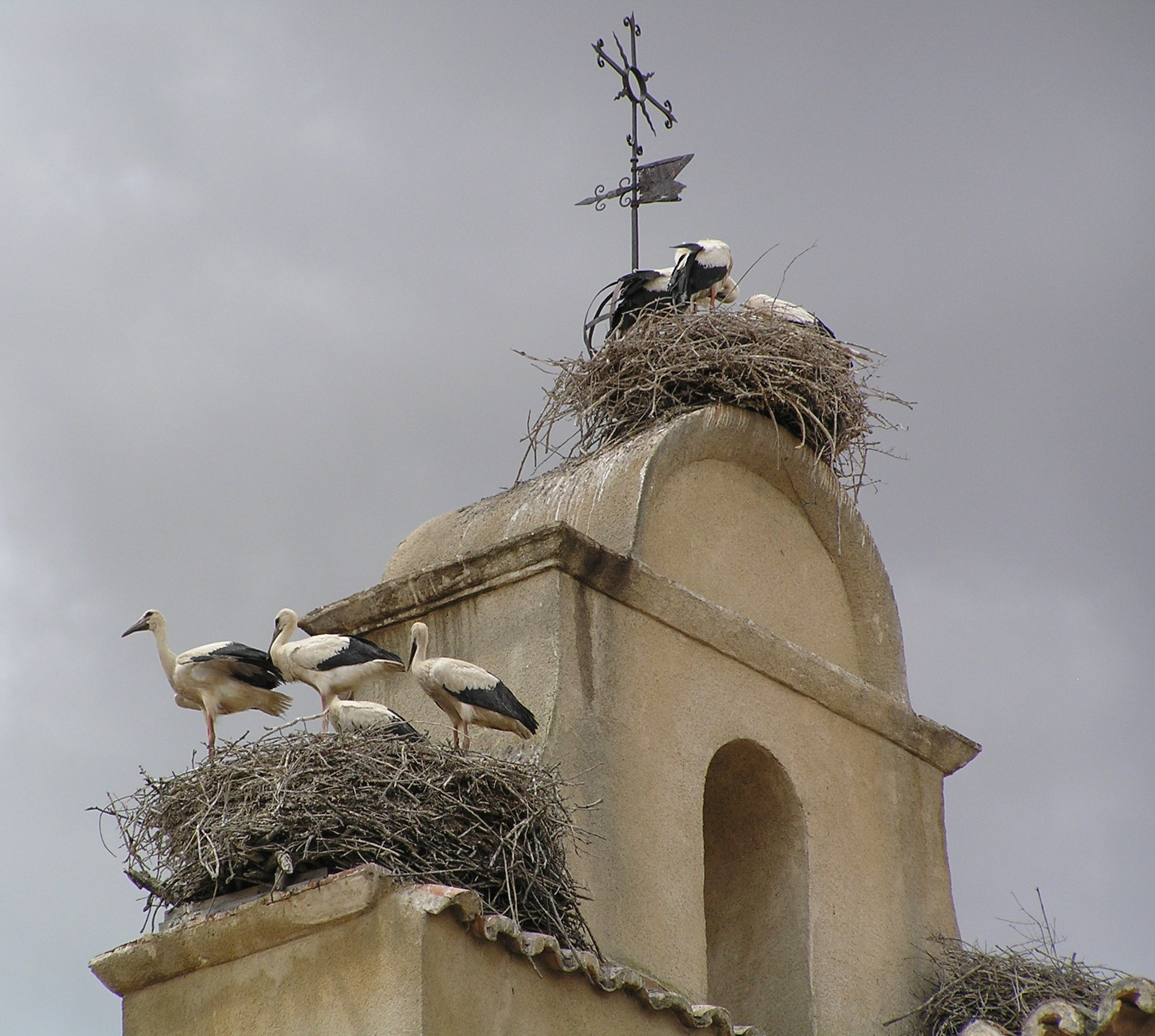
Trois nids de Cigognes blanches sur une église de Ciudad Rodrigo, en Espagne.

La Cigogne blanche se reproduit dans les zones agricoles ouvertes près de zones humides, construisant son grand nid de branches dans les arbres, sur les bâtiments, ou sur une plate-forme bâtie par l'homme et prévue à cet effet. Les nids sont généralement construits en colonies lâches, mais on a compté jusqu'à neuf nids sur un même toit. Généralement placé à grande hauteur, il est à l'abri des prédateurs terrestres mais peut occasionnellement être construit au sol. L'espèce nidifie souvent à proximité de l'habitat humain ; les nids peuvent être construits sur les églises ou d'autres bâtiments. Chaque nid mesure de un à deux mètres de profondeur, de 0,8 à 1,5 m de diamètre et pesant de 60 à 250 kg. Il est généralement utilisé année après année, en particulier par les plus vieux mâles. Le mâle revient plus tôt dans la saison, et choisit le nid. Les grands nids produisent plus de jeunes à l'envol, et semblent être recherchés. Un changement de nid est souvent lié à un changement dans l'appariement et à une saison de reproduction mauvaise l'année précédente ; les jeunes oiseaux sont ainsi plus susceptibles de changer de site de nidification. Si un individu arrivant à un nid reste généralement pour s'y reproduire, on a observé dans le sud-ouest de la Pologne plusieurs couples se succéder dans un même nid avant qu'un ne se décide à s'y établir.

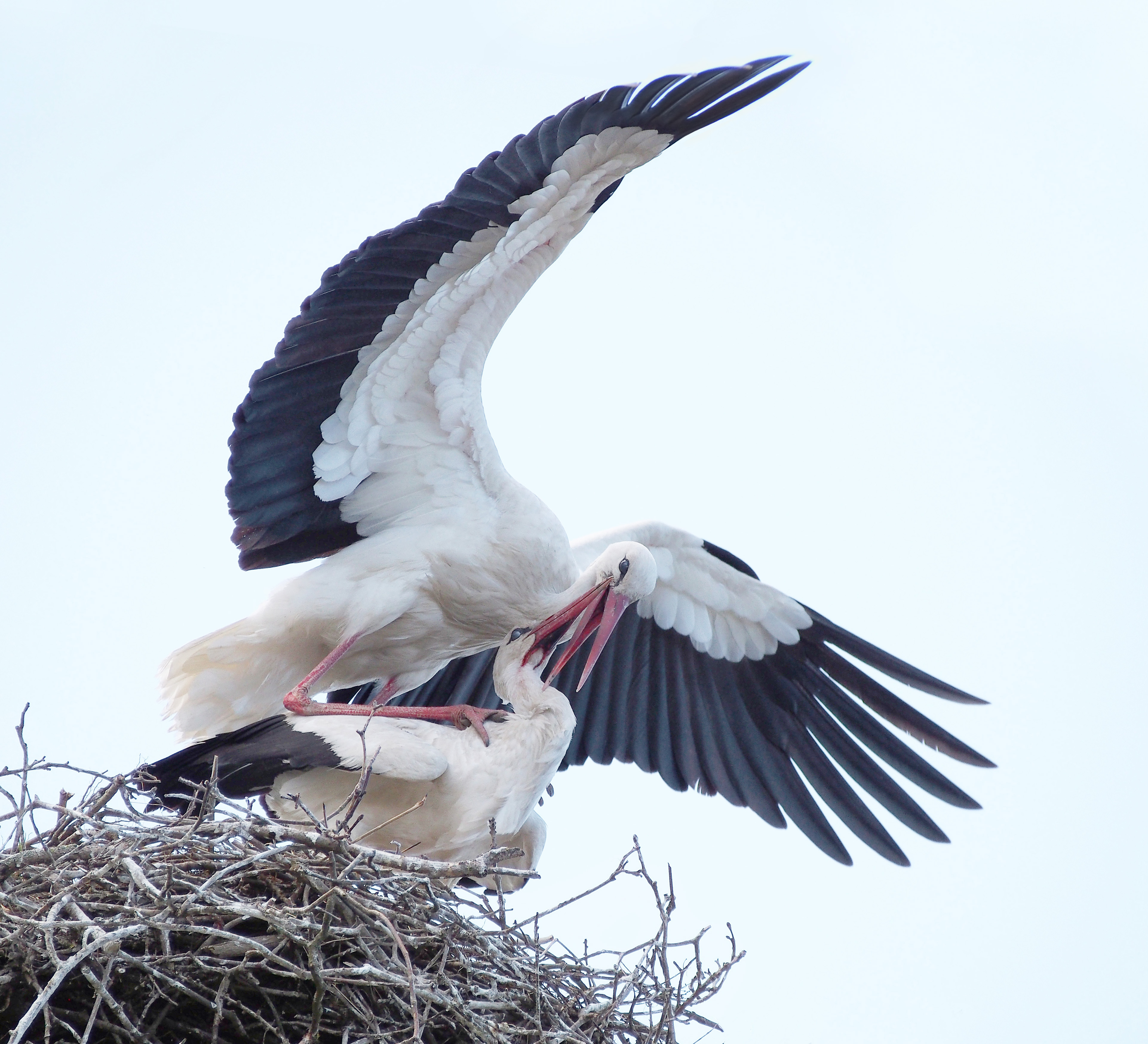
Accouplement de Cigognes blanches dans l'oblast de Kaliningrad, Russie.

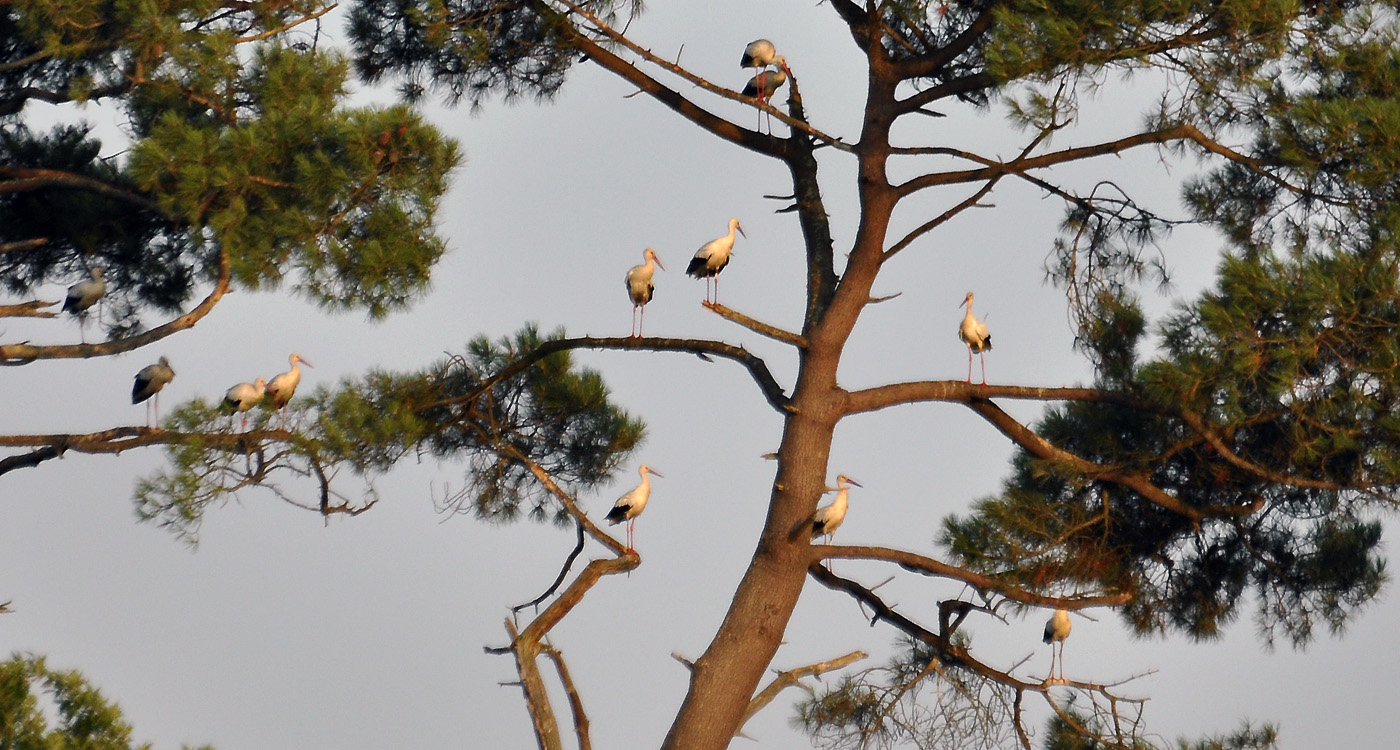
Cigognes blanches vues le soir en vallée du Lay (Vendée, France, août 2014).

Quand le mâle a choisi le nid, les partenaires se saluent en claquetant du bec, la tête renversée sur le dos. Quand l'entente est réussie, à force de parades et de caresses, l'accouplement donne lieu à d'audacieuses acrobaties. Le plus souvent, l'oiselle doit se tenir debout, tandis que son partenaire bat des ailes pour s'équilibrer en s'accroupissant sur elle. Les partenaires copulent fréquemment pendant le mois avant que la femelle ne ponde. Des rapports fréquents sont généralement signe de compétition spermatique ou de relations hors couple, mais ce deuxième comportement est rare chez la Cigogne blanche.
Il arrive souvent que d'autres espèces d'oiseaux nichent dans les grands nids de la Cigogne blanche. Parmi les occupants les plus réguliers, on compte le Moineau domestique (Passer domesticus), le Moineau friquet (Passer montanus) et l'Étourneau sansonnet (Sturnus vulgaris) ; on recense des résidents moins communs, comme le Faucon crécerelle (Falco tinnunculus), la Chouette chevêche (Athene noctua), le Rollier d'Europe (Coracias garrulus), la Bergeronnette grise (Motacilla alba), le Rougequeue noir (Phoenicurus ochruros), le Choucas des tours (Coloeus monedula) et le Moineau espagnol (Passer hispaniolensis).

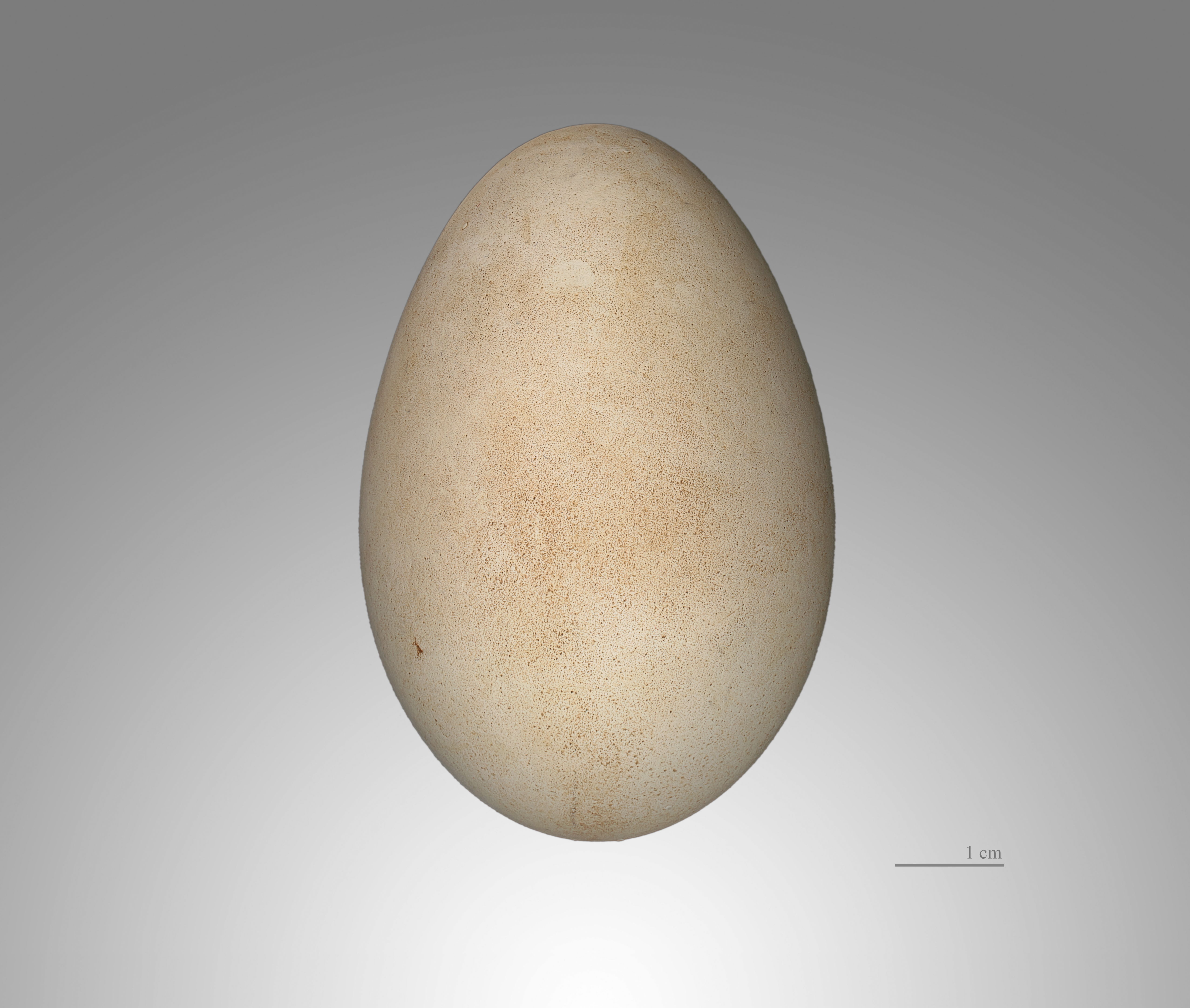
Œuf de Cigogne blanche, de la collection du muséum d'histoire naturelle de Toulouse et provenant de la région de Meknès, au Maroc.

Chez la Cigogne blanche un couple n'élève qu'une seule couvée par an. La femelle pond généralement quatre œufs, mais des pontes d'un à sept œufs ont déjà été signalées. Les œufs sont blancs, mais ont souvent l'air sales ou jaunâtres à cause d'un revêtement gluant. Ils mesurent en moyenne 72,58 × 51,86 mm, et pèsent de 96 à 129 g, dont 10,76 g de coquille. Un œuf est pondu tous les deux jours, mais l'incubation commence dès que le premier œuf est pondu, de sorte que l'éclosion, qui commence 33 à 34 jours plus tard, est asynchrone. Les deux parents participent à l'incubation pendant la journée, mais la tâche est assurée la nuit par la femelle seule.
La température et les conditions météorologiques au moment de l'éclosion sont importantes ; les températures fraîches et le temps humide diminuent le succès reproducteur en augmentant le taux de mortalité des poussins. De façon un peu inattendue, une étude a montré que les oisillons étant sortis de l'œuf plus tard et qui parviennent à l'âge adulte ont plus de poussins que leurs congénères de nids éclos plus tôt. Le premier petit sortant de l'œuf bénéficie généralement d'un avantage concurrentiel sur les autres. Les poussins plus faibles ou petits sont parfois tués par leurs parents,. Cela se produit quand les ressources alimentaires se font insuffisantes, la réduction de la taille des couvées augmentant les chances de survie des autres oisillons. Les cigogneaux ne s'attaquent pas entre eux, les poussins plus forts ne sont notamment pas agressifs envers les plus faibles membres de leur couvée comme c'est le cas chez certaines espèces (caïnisme), et la méthode de nourrissage employée par les parents — la régurgitation de grandes quantités de nourriture à la fois sur le fond du nid — ne permet pas aux plus forts de se nourrir entièrement au détriment des plus faibles ; l'infanticide par les parents reste donc le moyen efficace de réduire la taille d'une couvée mais n'est pas souvent observé.

Nidification des cigognes blanches
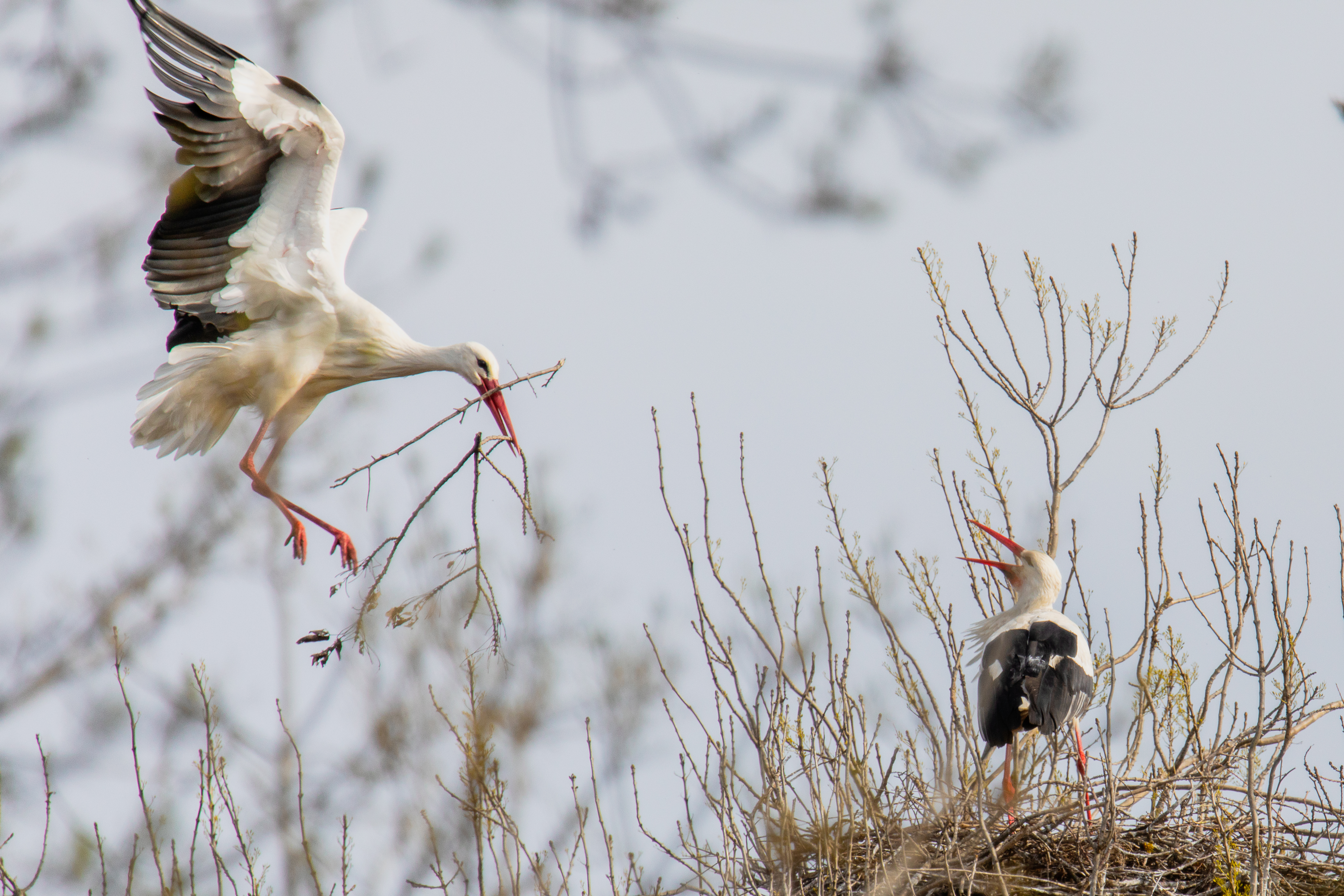
Cigogne blanche apportant des matériaux pour son nid.
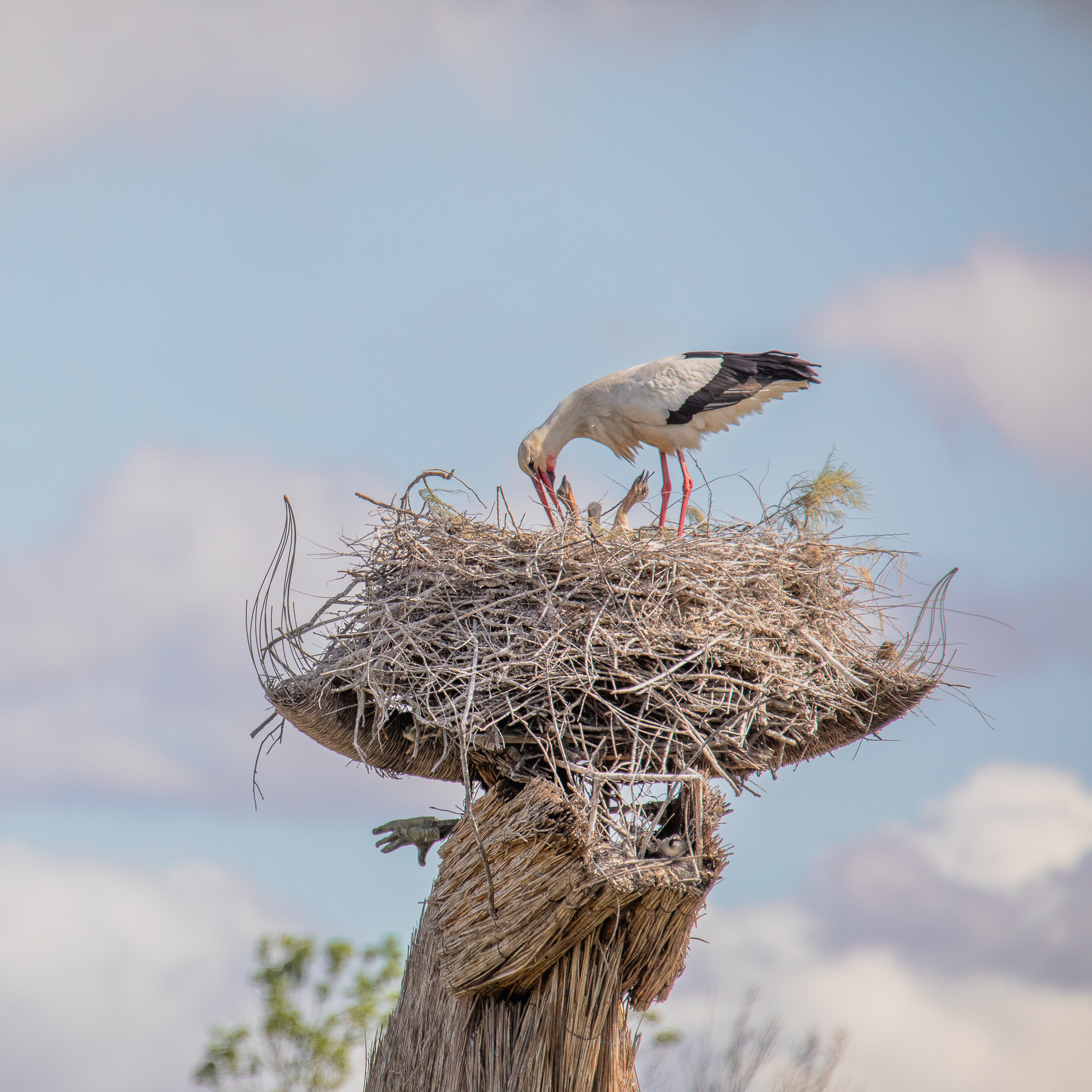
Nourrissage des oisillons.
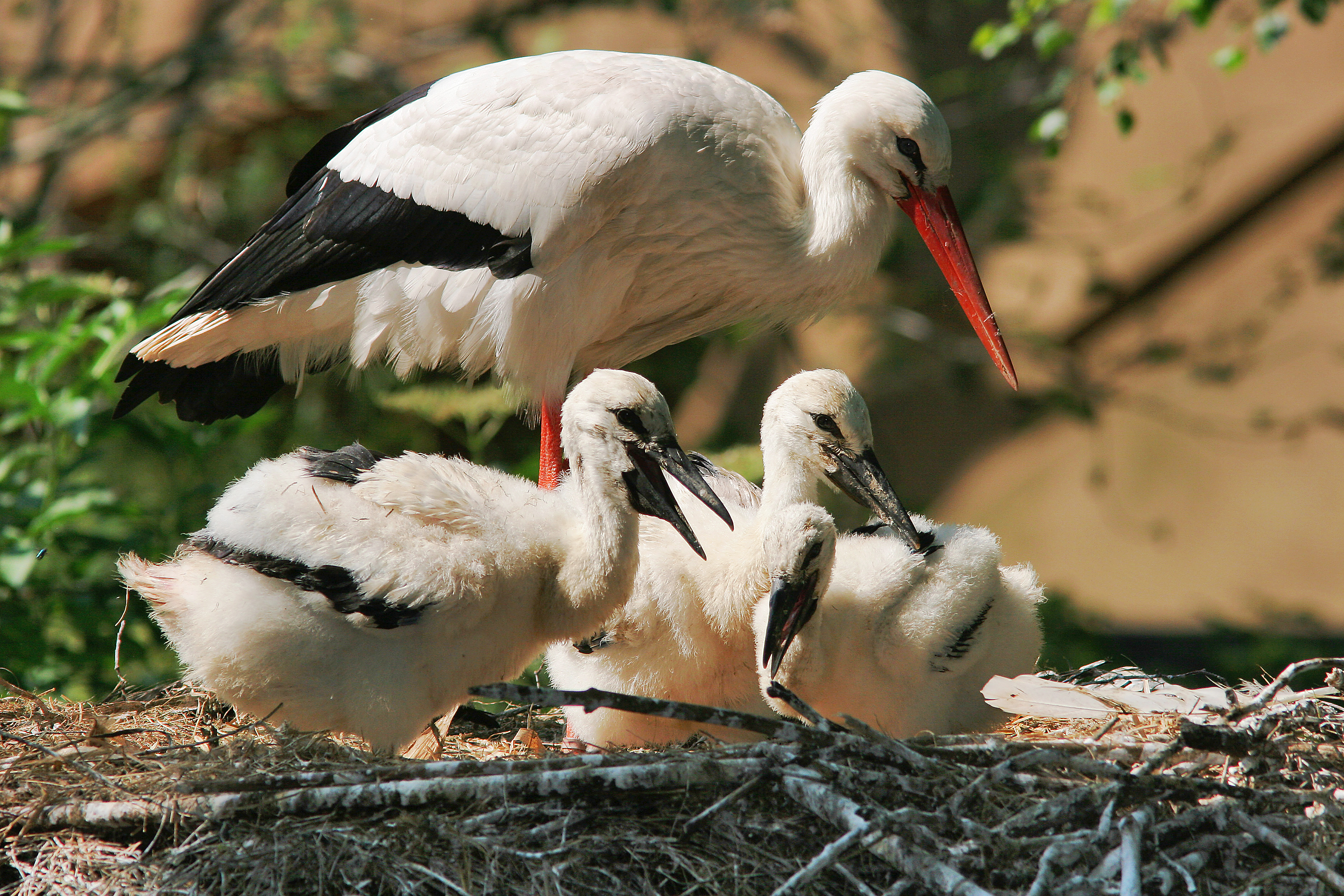
Un parent et ses cigogneaux au nid, au zoo Artis, Pays-Bas.
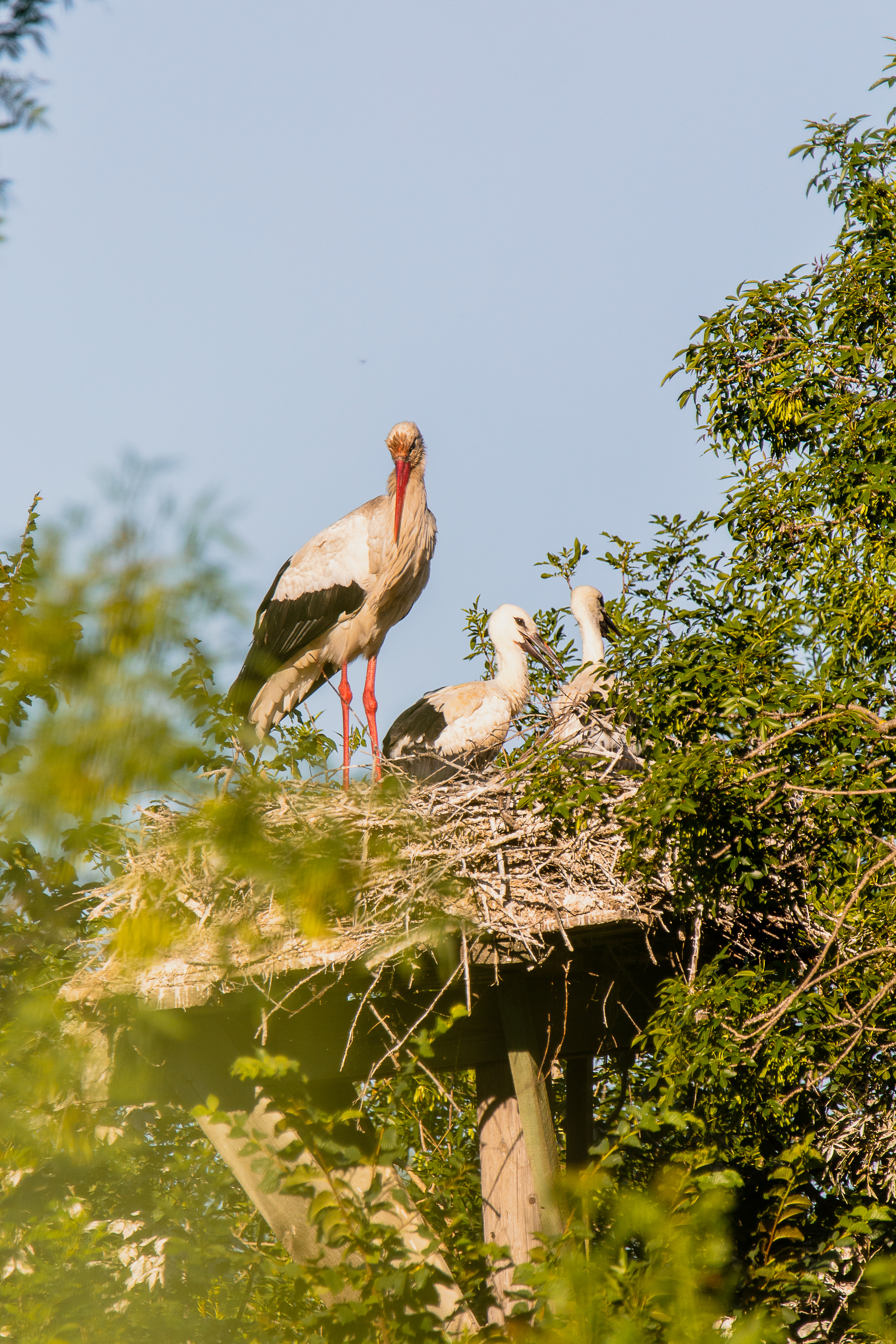
Cigogne blanche adulte et deux jeunes, reconnaissables à leurs becs sombres.
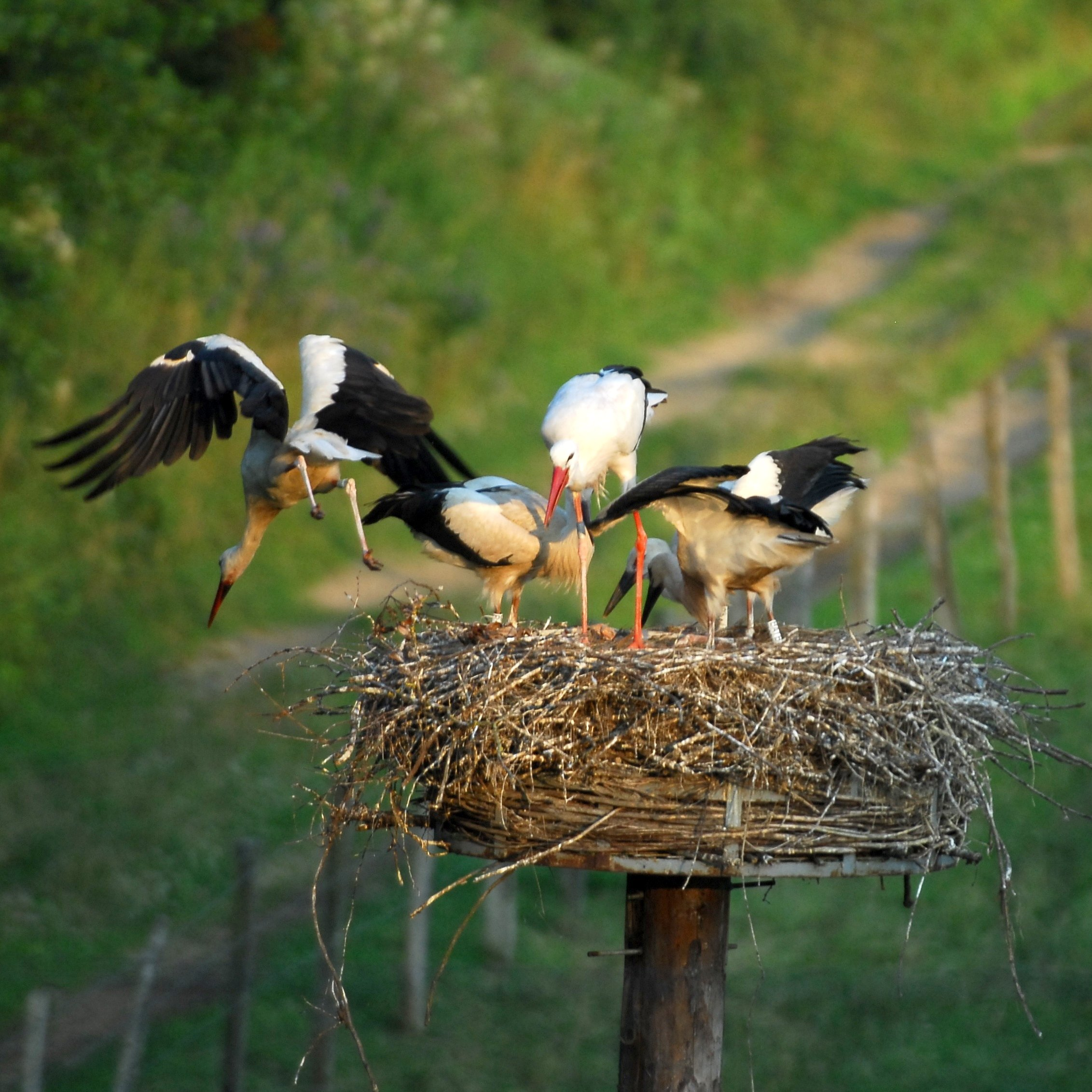
Deux parents et leurs trois petits au nid, en Allemagne.

De 75 grammes à l'éclosion, la masse corporelle des poussins augmente très rapidement dans les premières semaines et atteint un plateau d'environ 3,4 kg en 45 jours ; la longueur du bec augmente de manière linéaire pendant environ 50 jours. Les jeunes oiseaux sont nourris avec des vers de terre et des insectes, qui sont régurgités par les parents sur le fond du nid. Les aînés peuvent atteindre le bec des parents et y obtenir leur nourriture. L'eau est versée directement du bec des adultes dans celui des jeunes. Les dix premiers jours, les parents nourrissent les petits toutes les heures ; quand ces derniers ont atteint l'âge de deux ou trois semaines, les adultes reviennent toutes les deux heures,. Les poussins quittent le nid 58 à 64 jours après l'éclosion.
La Cigogne blanche commence généralement à se reproduire à l'âge de quatre ans, même si certains individus peuvent se reproduire dès deux ans et au plus tard à sept ans. Le record de longévité connu pour une Cigogne blanche sauvage est détenu par un individu retrouvé mort 39 ans après avoir été bagué en Suisse, tandis que des oiseaux captifs ont vécu pendant plus de 35 ans.

### Parasites et maladies

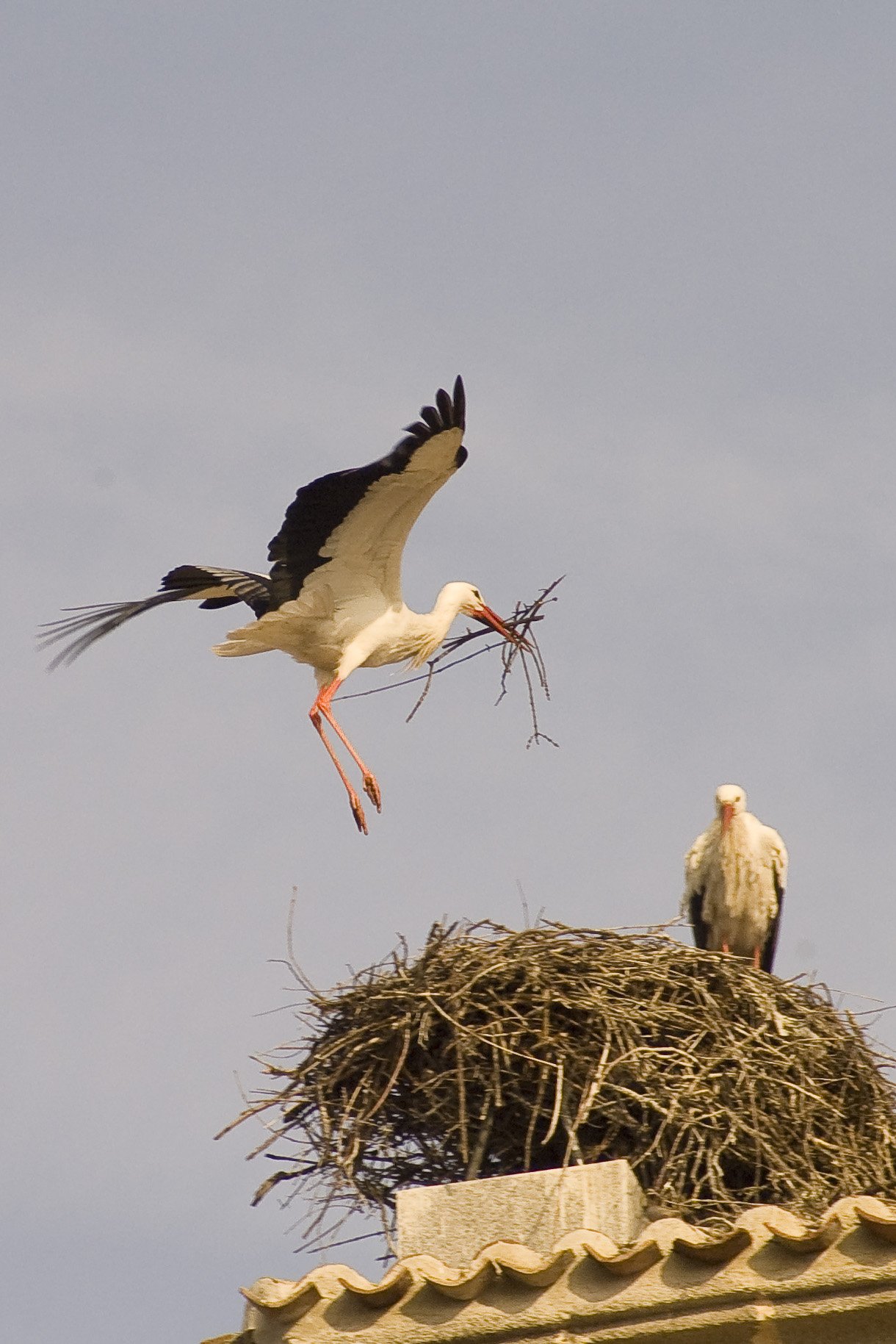
Les Cigognes réutilisent leurs nids pour plusieurs saisons de reproduction, apportant des matériaux d'année en année.

Les nids de la Cigogne blanche abritent une multitude de petits arthropodes, en particulier au cours des mois les plus chauds qui suivent l'arrivée des oiseaux sur leurs aires de reproduction. En réutilisant un même nid plusieurs années successives, les cigognes apportent chaque saison plus de matériaux pour le remplir et des couches de matière organique s'y accumulent. La température dans le nid est régulée par la chaleur corporelle des parents mais les excréments, les restes de nourritures, les plumes ou les peaux mortes nourrissent une population importante et diversifiée d'acariens mésostigmates. Une étude portant sur une douzaine de nids a trouvé 13 352 individus appartenant à 34 espèces, les plus communes étant Macrocheles merdarius, M. robustulus, Uroobovella pyriformis et Trichouropoda orbicularis, qui représentent près de 85 % des individus trouvés. Ces arachnides se nourrissent des œufs et des larves d'insectes et des nématodes, qui sont abondants dans la litière des nids. Ces acariens sont dispersés par les coléoptères coprophages, notamment de la famille des Scarabaeidae, ou sur du fumier apporté par les cigognes lors de la construction du nid. Il ne semble pas se développer d'acariens parasites, ce qui pourrait être contrôlé par les espèces prédatrices. L'impact global des populations d'acariens n'est pas clairement déterminé ; ils pourraient jouer un rôle dans l'élimination des organismes nuisibles, ou avoir un effet négatif sur les oisillons,.
Les oiseaux eux-mêmes sont les hôtes d'espèces appartenant à plus de quatre genres d'acariens des plumes. Ces arthropodes, comme Freyanopterolichus pelargicus, et Pelargolichus didactylus vivent sur les champignons qui poussent sur les plumes, qui pourraient eux-mêmes se nourrir de la kératine des plumes extérieures ou des corps gras les recouvrant. Les poux mâcheurs tels que Colpocephalum zebra sont plutôt trouvés sur les ailes, et le phthiraptère Neophilopterus incompletus partout ailleurs sur le corps.

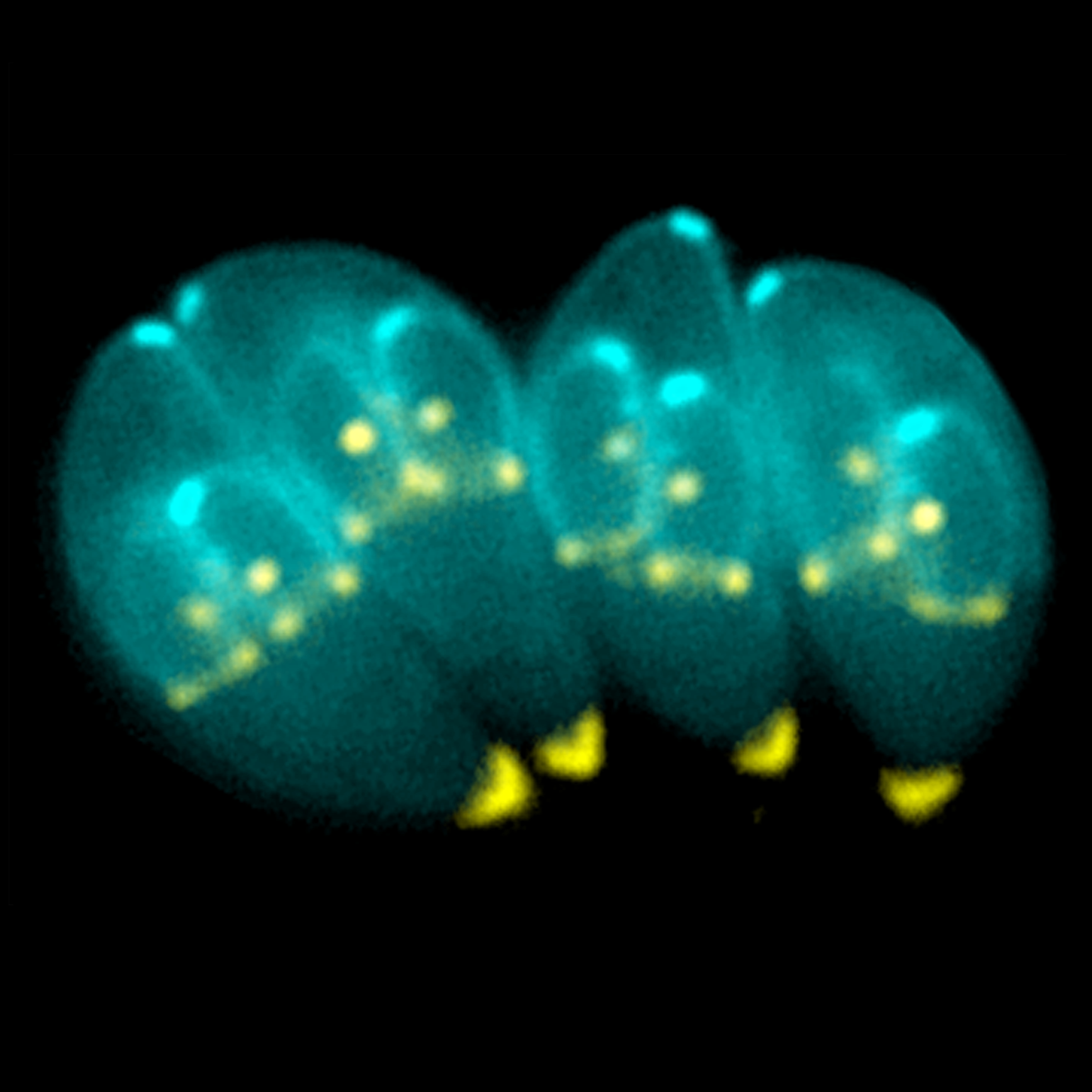
Toxoplasma gondii, protozoaire pouvant parasiter la Cigogne blanche.

La Cigogne blanche compte également plusieurs types de parasites internes, comme les protozoaires du genre Giardia, des parasites intestinaux, et Toxoplasma gondii. Une étude menée sur 120 carcasses de Cigognes blanches de Saxe-Anhalt et du Brandebourg en Allemagne a révélé huit espèces de trématodes, quatre de cestodes et au moins trois espèces de nématodes ; cinq de ces espèces sont considérées comme propres à la Cigogne blanche. Une espèce de douves, Chaunocephalus ferox, a causé des lésions dans la paroi de l'intestin grêle chez un certain nombre d'oiseaux admis dans deux centres de réadaptation dans le centre de l'Espagne, et a été associée avec un poids réduit des individus porteurs. Ce ver plat est un agent pathogène et une cause de morbidité avérée chez le Bec-ouvert indien (Anastomus oscitans).
La Cigogne blanche peut aussi être victime de la grippe aviaire, dont sa souche H5N1, et du virus du Nil occidental, qui infecte principalement les oiseaux et se transmet entre les oiseaux par les moustiques. Les oiseaux migrateurs pourraient jouer un rôle important dans la propagation de ces virus mais leur écologie reste mal connue,,. Le 26 août 1998, un groupe d'environ 1 200 Cigognes blanches en migration, dévié de son trajet vers le sud, atterrit à Eilat, dans le Sud d'Israël. Les oiseaux sont stressés après un long vol battu leur évitant de trop dévier de leur itinéraire, et un certain nombre meurent. Une souche virulente de virus du Nil occidental est isolée à partir des cerveaux de onze juvéniles morts. Les autres Cigognes blanches par la suite testées en Israël ont des anticorps contre ce virus. En 2008, trois jeunes Cigognes blanches d'un refuge faunique polonais ont des résultats sérologiques positifs, indiquant une exposition au virus, mais le statut du virus dans ce pays n'est pas certain pour autant.

## Répartition et migration

### Distribution géographique

Distribution et itinéraires de migrations approximatifs.
zone de nidification
zone d'hivernage
- routes de migration

La sous-espèce type a une aire de répartition disjointe mais très étendue à travers l'Europe ; les populations sont plus denses dans la péninsule Ibérique et en Afrique du Nord à l'ouest, ainsi qu'en Europe centrale et de l'Est — avec le quart de la population mondiale se concentrant en Pologne — et dans l'ouest de l'Asie. La population de la sous-espèce C. c. asiatica compte près de 1 450 oiseaux et se limite à une région d'Asie centrale située entre la mer d'Aral et le Xinjiang, dans l'ouest de la Chine,. On pense que la population du Xinjiang a disparu vers 1980. Les itinéraires de migration étendent l'aire de répartition de cette espèce dans de nombreuses parties d'Afrique et d'Inde. Certaines populations sont situées sur la route de migration de l'Est, qui passe à travers Israël en direction de l'Afrique orientale et centrale,.
Quelques cas de reproduction ont été signalés en Afrique du Sud depuis 1933 à Calitzdorp, et environ 10 oiseaux ont été vus nicher depuis les années 1990 autour de Bredasdorp. Une petite population de cigognes blanches hiverne en Inde et appartient principalement à la sous-espèce C. c. asiatica, puisque des volées comptant jusqu'à 200 oiseaux ont été observées dans les années 1900 migrer au printemps à travers la vallée de Kurram. Cependant des oiseaux bagués en Allemagne ont été recapturés dans l'ouest et dans le sud de l'Inde, respectivement à Bîkâner et Tirunelveli,. Un spécimen atypique avec un cercle oculaire rouge, une caractéristique de la Cigogne orientale (C. boyciana), a également été rapporté et une étude plus approfondie de la population indienne est nécessaire. Au nord de son aire de reproduction, la cigogne blanche est un migrateur de passage ou erratique en Finlande, en Grande-Bretagne, en Irlande, en Islande, en Norvège et en Suède, ainsi qu'à l'ouest des Açores et de Madère. La répartition de l'espèce s'étend vers l'ouest de la Russie,.

### Habitat
La Cigogne blanche privilégie les prairies herbeuses pour trouver son alimentation, les terres cultivées, souvent aux abords des cours d'eau, ainsi que les marais et les zones inondables ; 75 % des nids sont situés dans ces zones humides. Elle évite les zones envahies par les herbes hautes et les arbustes. Dans la région de Tchernobyl, dans le Nord de l'Ukraine, les populations ont diminué après l'accident nucléaire de 1986, quand les terres agricoles ont laissé la place aux broussailles et aux herbes hautes. Dans certaines parties de la Pologne, les sols naturellement pauvres en ressources alimentaires ont contraint les Cigognes blanches à chercher leur nourriture dans les décharges depuis 1999. Des oiseaux ont également été signalés prospecter dans les décharges au Moyen-Orient, en Afrique du Nord et en Afrique du Sud. Dans ses zones d'hivernage, elle peuple les savanes et les steppes, évitant les forêts tropicales.

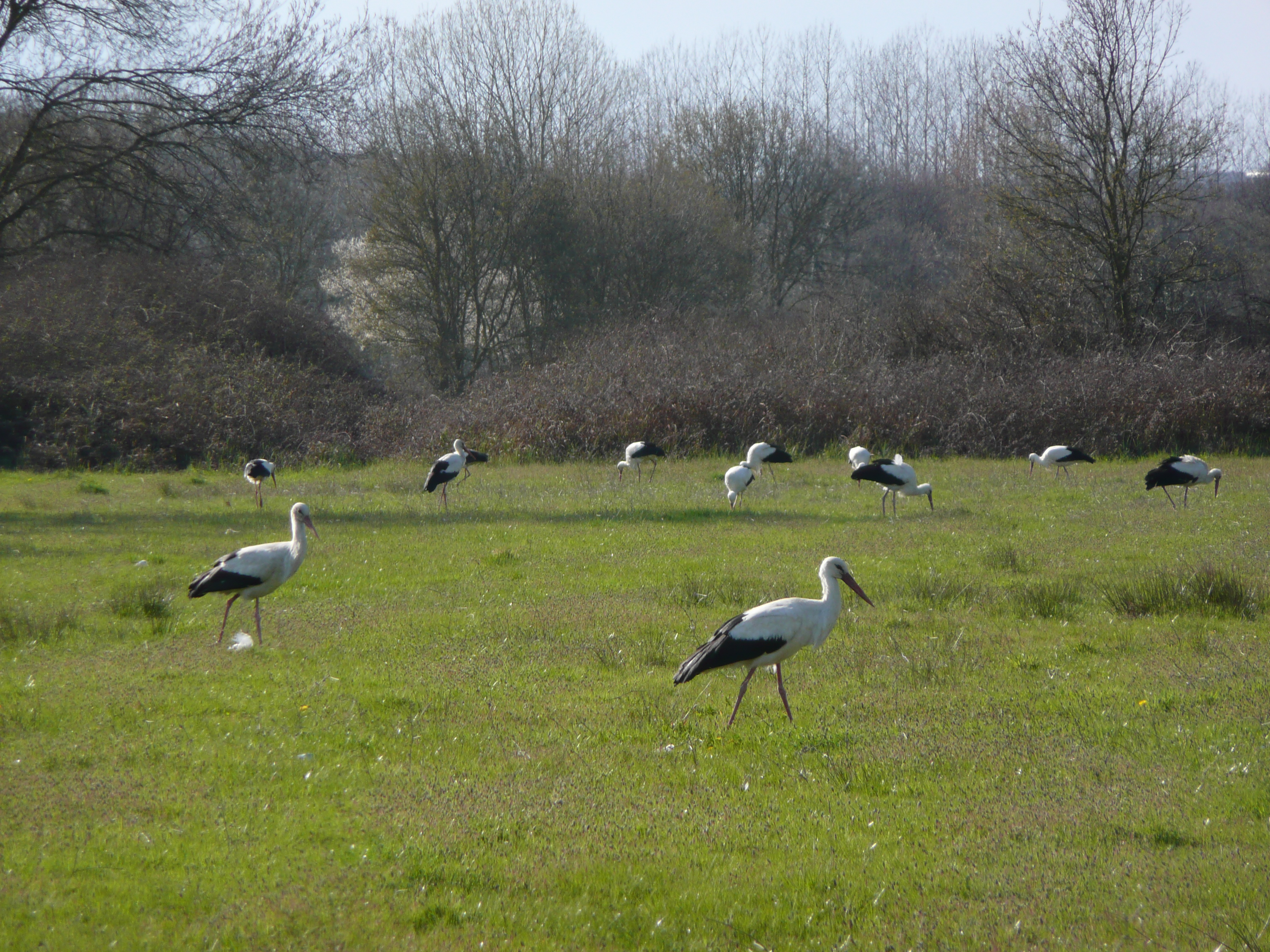
Dans une prairie, en Turquie.
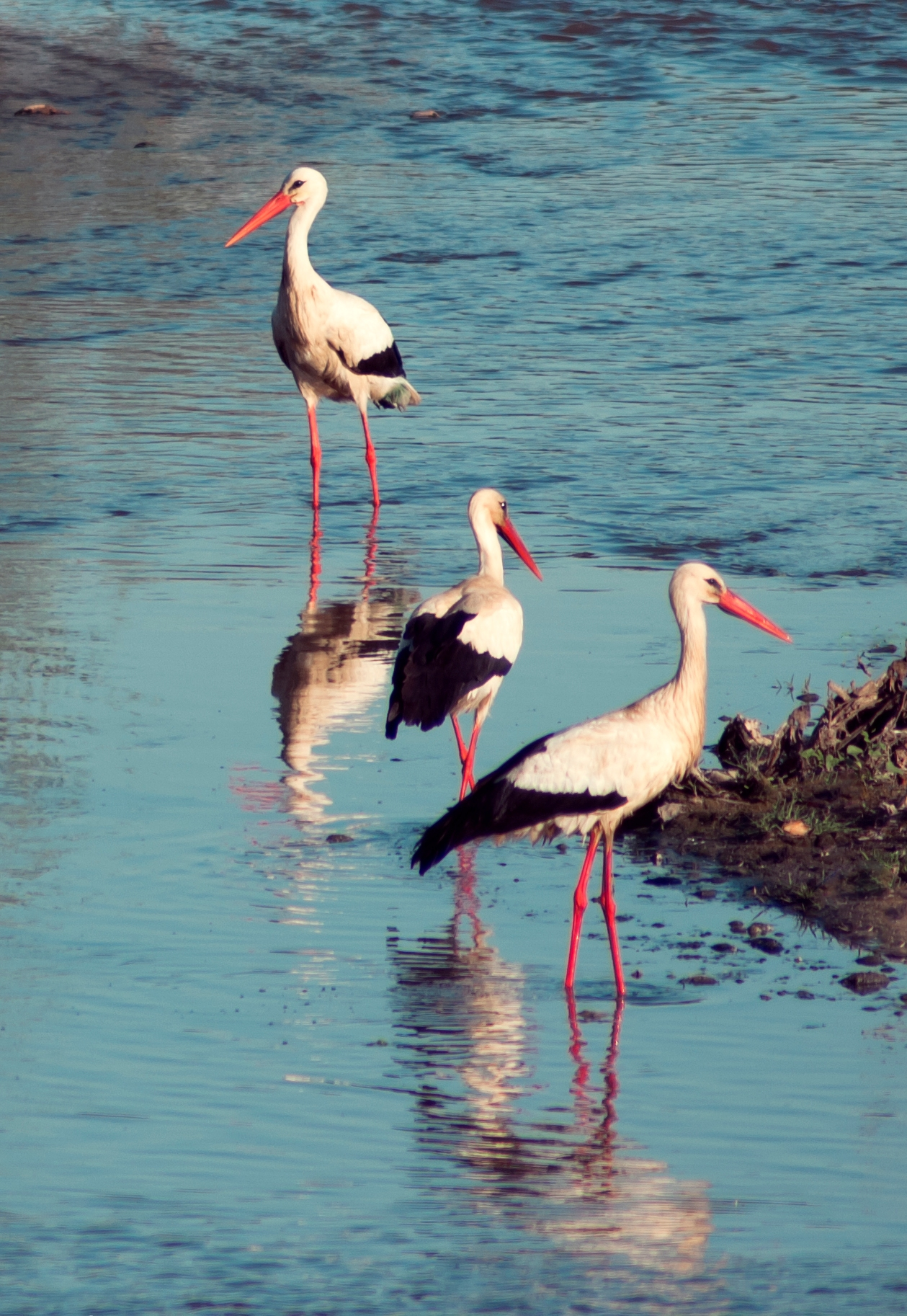
Cigognes blanches au bord d'une rivière, en Espagne.
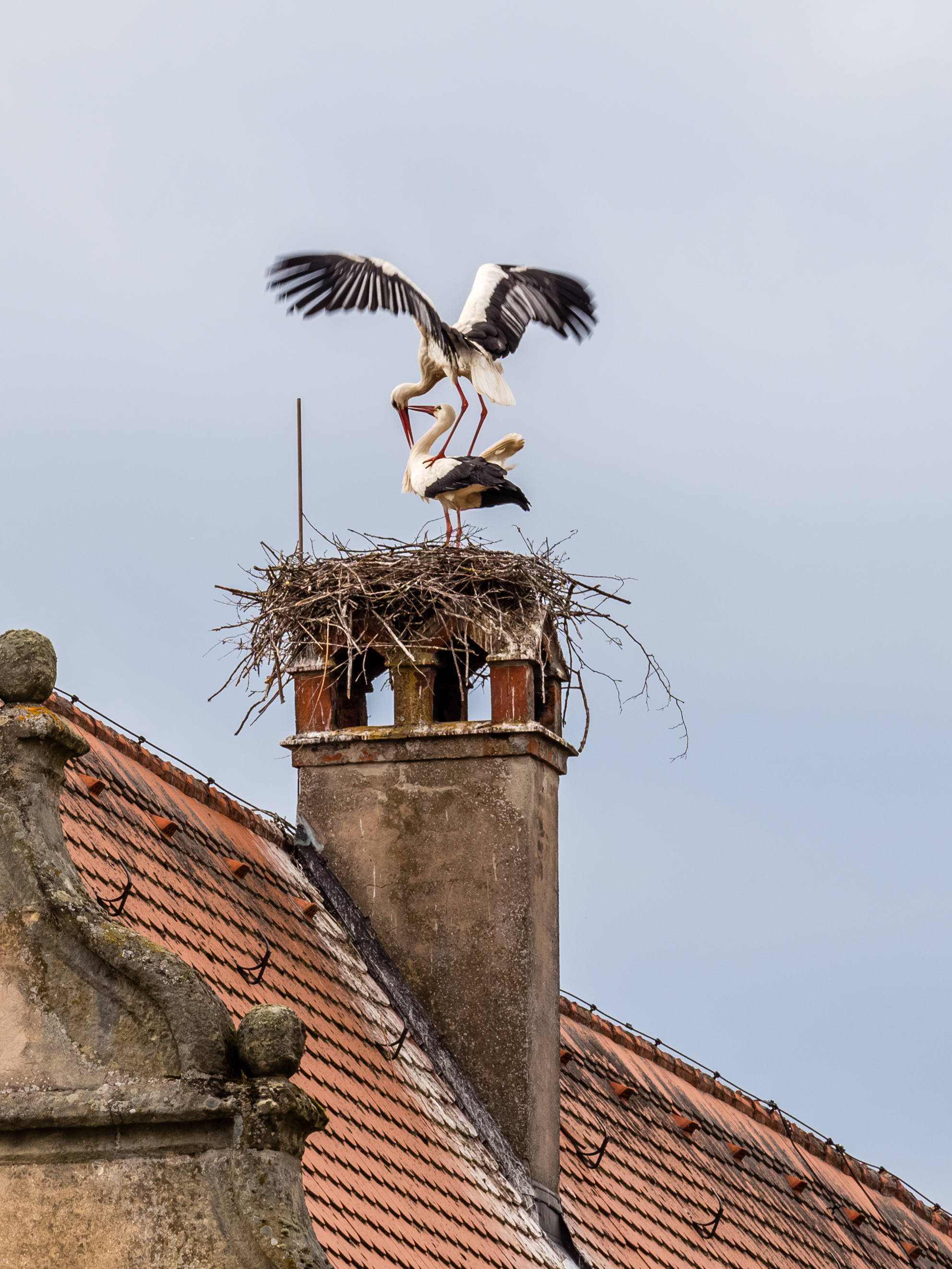
Couple de cigognes blanches sur leur nid, construit sur une cheminée en Haute-Franconie. Avril 2017.
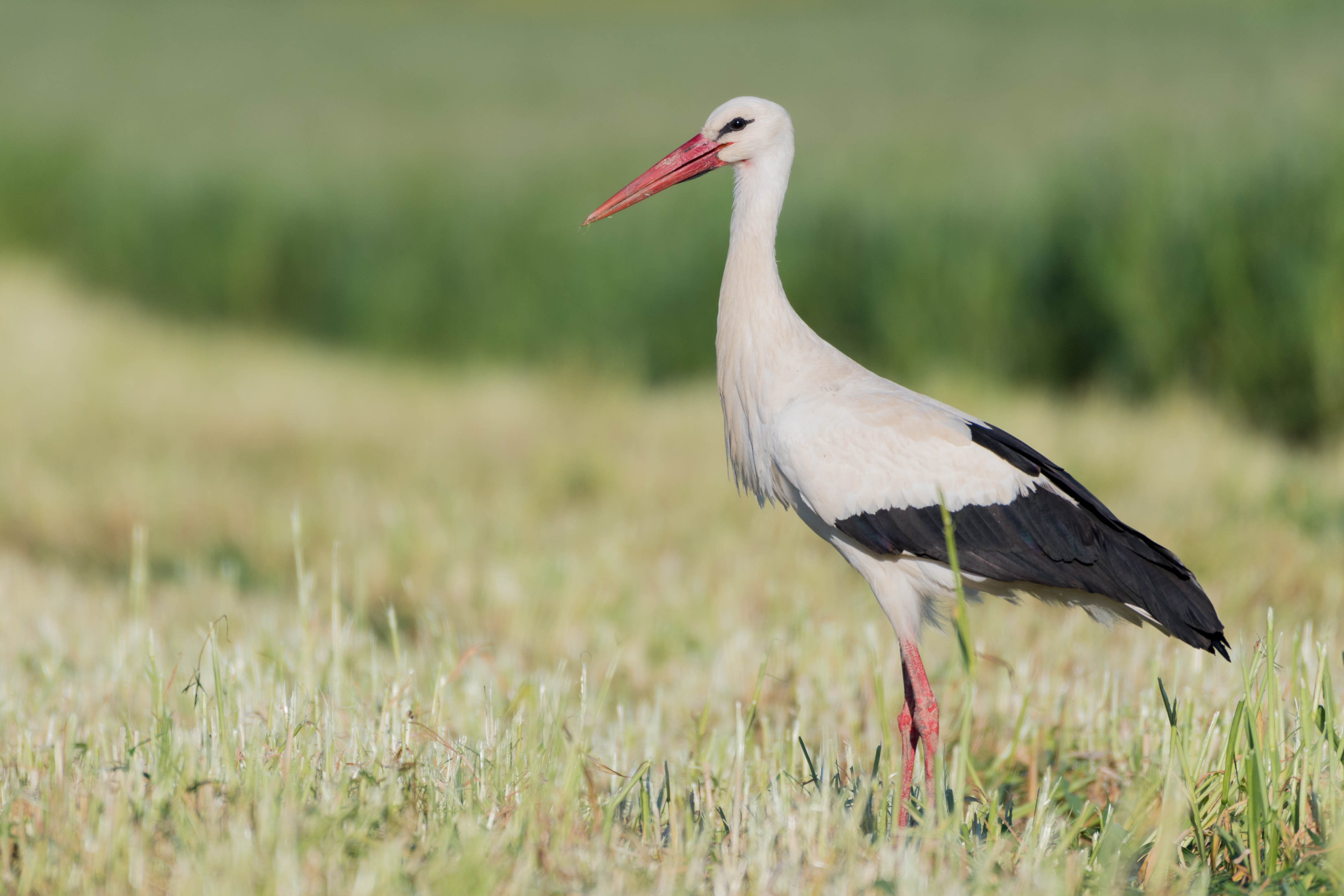
Cigogne blanche dans le parc national de l'Ichkeul, Tunisie. Mars 2017.

La Cigogne blanche niche en grand nombre dans les régions aux prairies ouvertes, en particulier aux zones herbeuses humides ou périodiquement inondées, et moins dans les zones plus végétalisées, buissonneuses ou forestières. On a retrouvé cet oiseau nichant jusqu'à 2 000 m d'altitude en Arménie. En Afrique, sur les aires d'hivernage, on la retrouve dans les prairies, les zones humides, et les terres agricoles. La Cigogne blanche a probablement bénéficié des activités humaines durant le Moyen Âge, les zones boisées ayant été défrichées pour la création de nouveaux pâturages et de terres agricoles, et l'espèce se trouvait alors dans une grande partie de l'Europe, nichant jusque dans le nord de la Suède. Un couple a niché au sommet de la cathédrale Saint-Gilles d'Édimbourg, en Écosse, en 1416.
Au XIXe siècle l'industrialisation et les changements dans les méthodes agricoles causent un déclin de l'espèce, et la Cigogne blanche ne niche plus dans de nombreux pays depuis, les bastions de la population de l'ouest étant dorénavant en Espagne, en Ukraine et en Pologne. Dans la péninsule ibérique, les populations sont concentrées dans le sud-ouest, et ont également diminué en raison des pratiques agricoles. Une étude publiée en 2005 a révélé que la région de Podhale dans les hautes terres du Sud de la Pologne avait connu un afflux de Cigognes blanches, les premières ayant nidifié en 1931, à des altitudes de plus en plus élevées au fil des années, pour atteindre 890 mètres d'altitude en 1999. Cela pourrait être lié au réchauffement climatique, menant également d'autres animaux et des plantes à des altitudes plus élevées. En 2003, une autre étude rapportait que, au cours des vingt années passées, les Cigognes blanches nichant dans la province de Poznań, dans l'ouest de la Pologne, arrivaient au printemps environ dix jours plus tôt qu'à la fin du XIXe siècle.

### Migrations
Pour des articles plus généraux, voir migration des oiseaux et baguage.
La recherche systématique sur les migrations commence avec l'ornithologue allemand Johannes Thienemann, qui commence des études par baguage en 1906 à l'observatoire d'oiseaux « Vogelwarte Rossitten », sur l'isthme de Courlande dans ce qui est alors la Prusse-Orientale. Bien que peu de cigognes passent par cet observatoire, celui-ci coordonne le baguage à grande échelle de l'espèce dans toute l'Allemagne et ailleurs en Europe. Entre 1906 et la Seconde Guerre mondiale près de 100 000 Cigognes blanches sont baguées, principalement des juvéniles, et plus de 2 000 « reprises » longue-distance (c'est-à-dire d'oiseaux capturés à nouveau, loin de leur lieu de baguage) d'oiseaux portant des bagues de Rossitten sont effectuées entre 1908 et 1954. Des techniques plus modernes sont aujourd'hui utilisées de manière complémentaire, comme les balises Argos. Tel est le cas de Max la cigogne, suivi par le musée d'histoire naturelle de Fribourg depuis sa naissance en 1999 et mort en décembre 2012 en détenant le record de longévité pour un animal muni d'une balise,.

#### Itinéraires
Les Cigognes blanches quittent leur aire de reproduction d'été en août et septembre en Europe, s'envolant vers le sud pour rejoindre l'Afrique. Plutôt solitaires lors de la nidification, elles se montrent particulièrement grégaires pour la migration. Elles passent l'hiver dans la savane du Kenya et d'Ouganda, au sud jusque dans la province du Cap, en Afrique du Sud. Dans ces quartiers d'hiver, elles se rassemblent en grands groupes qui peuvent dépasser le millier d'individus. Certains oiseaux partent vers l'ouest, dans l'ouest du Soudan et du Tchad, et peuvent rejoindre le Nigeria. Au printemps, les oiseaux reviennent vers le nord et passent par le Soudan et l'Égypte de février à avril. Ils sont de retour en Europe vers fin mars et avril, après un trajet moyen de 49 jours, alors que le périple d'automne est accompli en 26 jours environ. Le vent arrière ou la rareté de la nourriture et de l'eau augmentent la vitesse moyenne du vol.

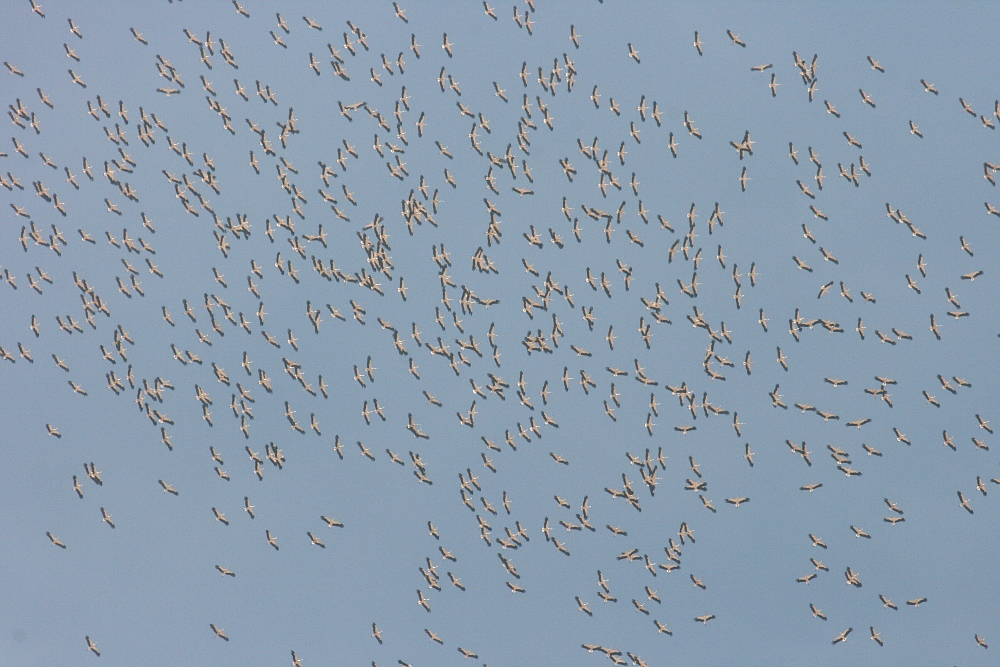
Un groupe de Cigognes blanches en migration contournant la Méditerranée par l'est, ici au-dessus d'Israël.

Pour éviter la longue traversée de la Méditerranée, les oiseaux d'Europe centrale empruntent deux tracés différents. L'un contourne la mer par l'est, passant par le Bosphore en Turquie, traversant le Levant, puis en contournant le désert du Sahara en descendant vers le sud par la vallée du Nil ; il est emprunté par 340 000 oiseaux, formant des rassemblements spectaculaires. Le second itinéraire passe par l'ouest de la Méditerranée, et s'effectue via le détroit de Gibraltar ; 35 000 Cigognes blanches l'empruntent. Ces couloirs de migration maximisent l'utilisation des courants ascendants et permettent donc aux cigognes d'économiser leur énergie,. La route de l'est est de loin la plus utilisée, avec 530 000 Cigognes blanches y passant chaque année, ce qui en fait dans cette zone le second migrant le plus fréquent après la Bondrée apivore (Pernis apivorus). Les colonies de rapaces, de Cigognes blanches et de Pélicans blancs peuvent s'étendre sur 200 km de long. Le trajet par l'Est est en distance deux fois plus long que par l'ouest, mais les oiseaux prennent le même temps pour atteindre les aires d'hivernage, quel que soit leur itinéraire.
Les Cigognes blanches juvéniles effectuent leur première migration vers le sud selon le même trajet que leurs parents, mais déplacés de ce trajet par les conditions météorologiques, ils sont désorientés et peuvent rejoindre de nouvelles zones d'hivernage. Les adultes, familiers des endroits qu'ils traversent, peuvent compenser les vents forts et ajuster leur direction pour retrouver leurs quartiers d'hiver usuels. Ainsi tous les oiseaux ayant migré au printemps, même ceux ayant hiverné dans des endroits inhabituels, peuvent trouver leur chemin pour retourner vers les sites de reproduction traditionnels. Cependant les jeunes de moins d'un an restent généralement sur les zones d'hivernage et attendent la migration suivante. Une expérience avec de jeunes oiseaux élevés en captivité à Kaliningrad et relâchés en l'absence de cigognes sauvages pouvant leur servir d'exemple a révélé qu'ils semblaient avoir un instinct de voler vers le sud, même si la dispersion dans la direction était importante.

#### Dépenses énergétiques

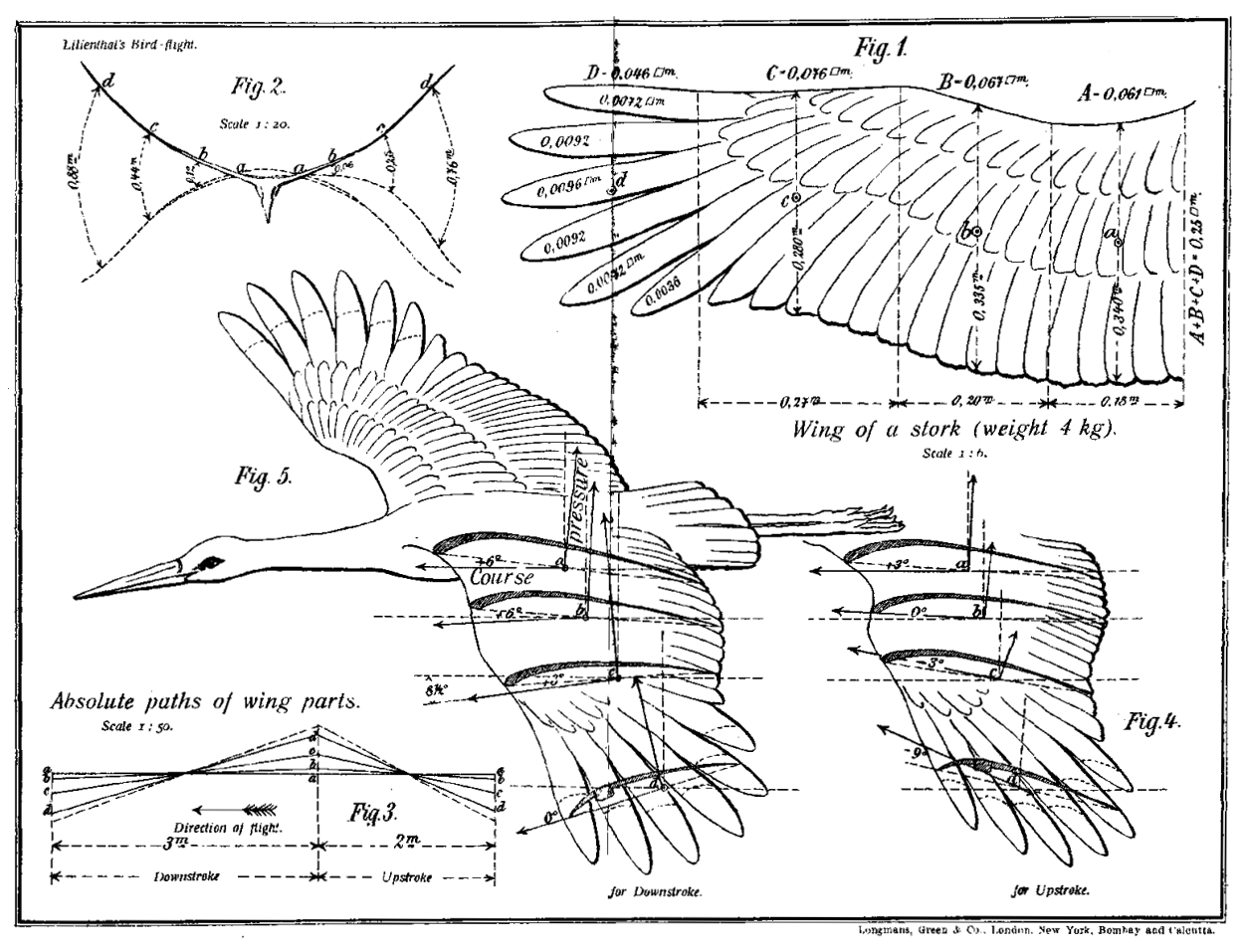
Croquis sur la portance d'une aile de cigogne, publié dans le livre Der Vogelflug als Grundlage der Fliegekunst d'Otto Lilienthal, inventeur du deltaplane.

Les Cigognes blanches dépendent des courants thermiques ascendants de l'air pour pouvoir s'élever et planer sur les longues distances de leurs migrations annuelles. Pour beaucoup, le plus court chemin serait de passer par la mer Méditerranée, mais les courants ascendants ne se font pas au-dessus de l'eau, les cigognes font généralement le détour par la terre pour éviter un vol battu trans-méditerranéen qui exigerait une dépense énergétique prolongée. On estime que le vol battu métabolise en moyenne 23 fois plus de graisse corporelle que le vol ascensionnel. Afin de trouver les courants ascendants, les oiseaux forment de grandes nuées, par exemple de 500 individus volant sur 500 mètres de large ; quand un oiseau a décelé une colonne d'air, le groupe cesse son mouvement pour s'élever en spirale à sa suite. Les courants ascendants, de plus en plus nombreux en allant vers le sud, permettent aux oiseaux de s'élever jusqu'à 1 200-1 500 m au-dessus du sol, mais on a observé des oiseaux à une altitude de 3 300 m dans l'ouest du Soudan. Cette méthode de vol est toutefois dépendante de la chaleur fournie par le soleil et empêche les oiseaux de voler de nuit.
En vol la Cigogne blanche peut atteindre les 45 km/h. Des vols de longue durée au-dessus de l'eau peuvent parfois être entrepris. Une jeune Cigogne blanche baguée au nid au Danemark a été retrouvée par la suite en Angleterre, où elle a passé quelques jours avant de repartir. Elle a ensuite été vue survolant St Mary's, et est arrivée dans un mauvais état à Madère trois jours plus tard. Cette île est à 500 km des côtes africaines, et deux fois plus loin du continent européen. Au Moyen-Orient les migrations peuvent être entravées par le khamsin, le vent soufflant apportant des temps orageux ne permettant pas le vol. Les groupes de Cigognes blanches attendent alors que passent les conditions météorologiques défavorables, debout face au vent.

## Dénominations et systématique

### Étymologie et sémantique
Le mot « cigogne » est issu probablement de l'ancien provençal cegonha, venant lui-même du latin cĭcōnĭa, initialement retrouvé dans les œuvres d'Horace et d'Ovide, d'où sont issus aussi les mots cigüeña en espagnol, cicogna en italien et cegonha en portugais. La Cigogne blanche a porté de nombreuses appellations en français, dans les dialectes locaux ou les langues régionales, dont ciconia, cigogno, cigougno, cigoigno, chigogne ou chigane. Les anglophones et les suédophones la nomment stork, les germanophones Storch, qui selon une étymologie populaire, proviendrait du cri « Starke ihn » — en allemand « donne-lui de la force » — qu'aurait lâché une cigogne prise de pitié lors de la crucifixion du Christ. En réalité, la forme germanique initiale *sturkaz, à l'origine des différentes formes dans les langues germaniques, repose sur un radical *sturk-, *sterk- évoquant la raideur de la démarche de l'oiseau,.

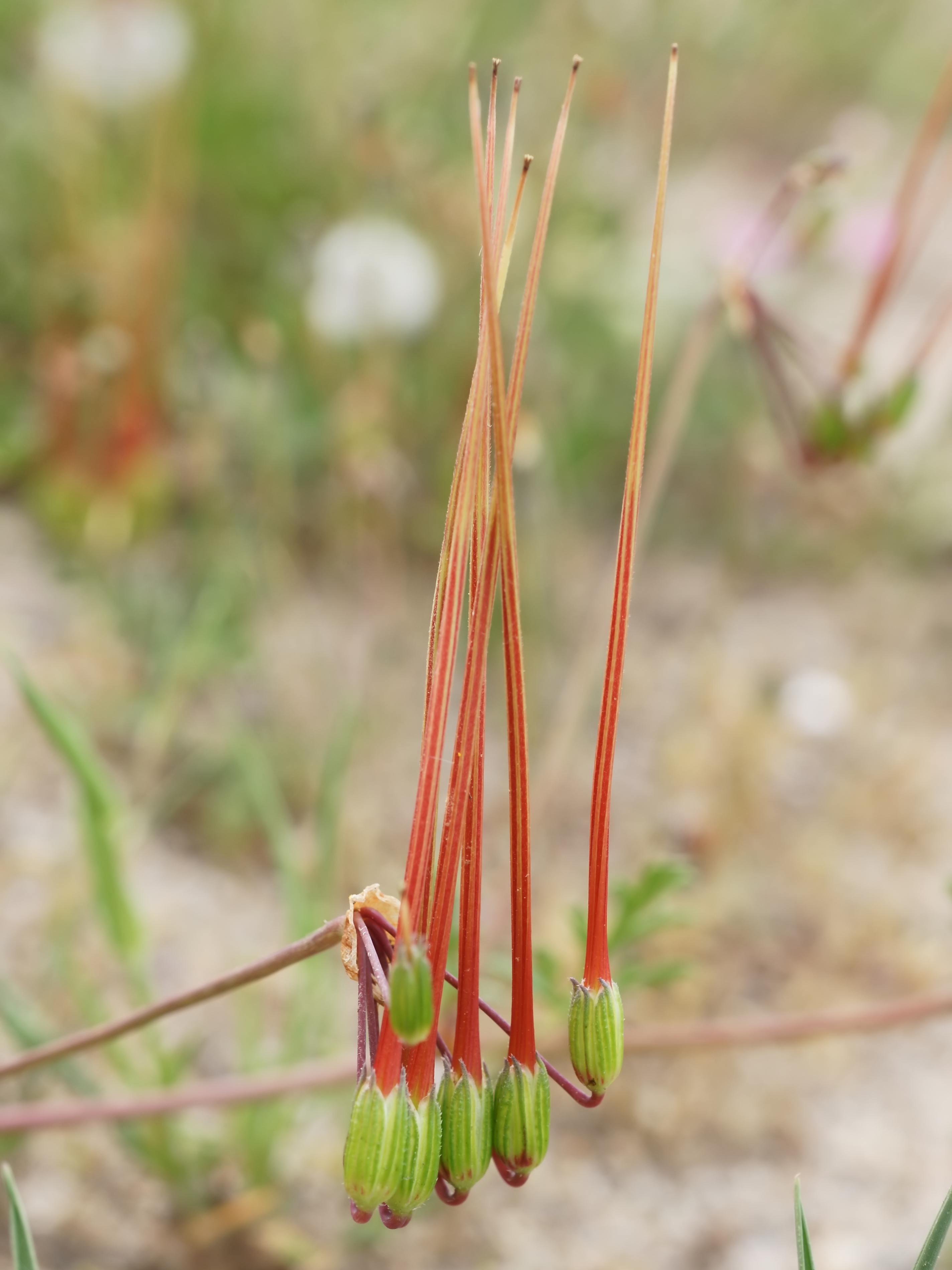
Fruits de l'Érodium bec de Cigogne (Erodium ciconium).

Si le jeune oiseau est appelé « cigogneau », autrefois il était parfois nommé « cigognat ». Le nom de la cigogne figure dans plusieurs locutions : les plantes du genre Erodium sont appelées ainsi d'après la forme de leur fruit, et une espèce particulière, Erodium ciconium, était autrefois appelée « cou-de-cigogne », dorénavant « Érodium bec de Cigogne » ; le genre Pelargonium, qui est comme les Érodiums de la famille des Géraniacées, a son nom construit sur le grec ancien « πελαργός » (pelargos), signifiant « cigogne » ; l'expression « contes à la cigogne » désignait quant à elle des contes dépourvus de toutes vraisemblance, ridicules et faits pour amuser les enfants,. On prête à la cigogne ainsi qu'aux ibis l'invention du clystère, l'ancien nom du lavement du côlon ; ces échassiers aux longs becs étaient supposés se verser de l'eau dans le cloaque grâce à leur bec,, Barthélémy Aneau rapportant à ce sujet : « Quand elle se sent grevée par trop manger, elle prend de l'eau en son bec qu'elle met en son corps par le fondement pour amollir la matière qui est trop dure dedans son corps et par ce, elle se purge ! ». D'après le Dictionnaire de l'Académie française, le terme « cigogne » désigne dans les arts « des leviers ou des dispositifs de levage à forme recourbée qui rappellent le bec ou le cou de cet animal ».

### Taxinomie

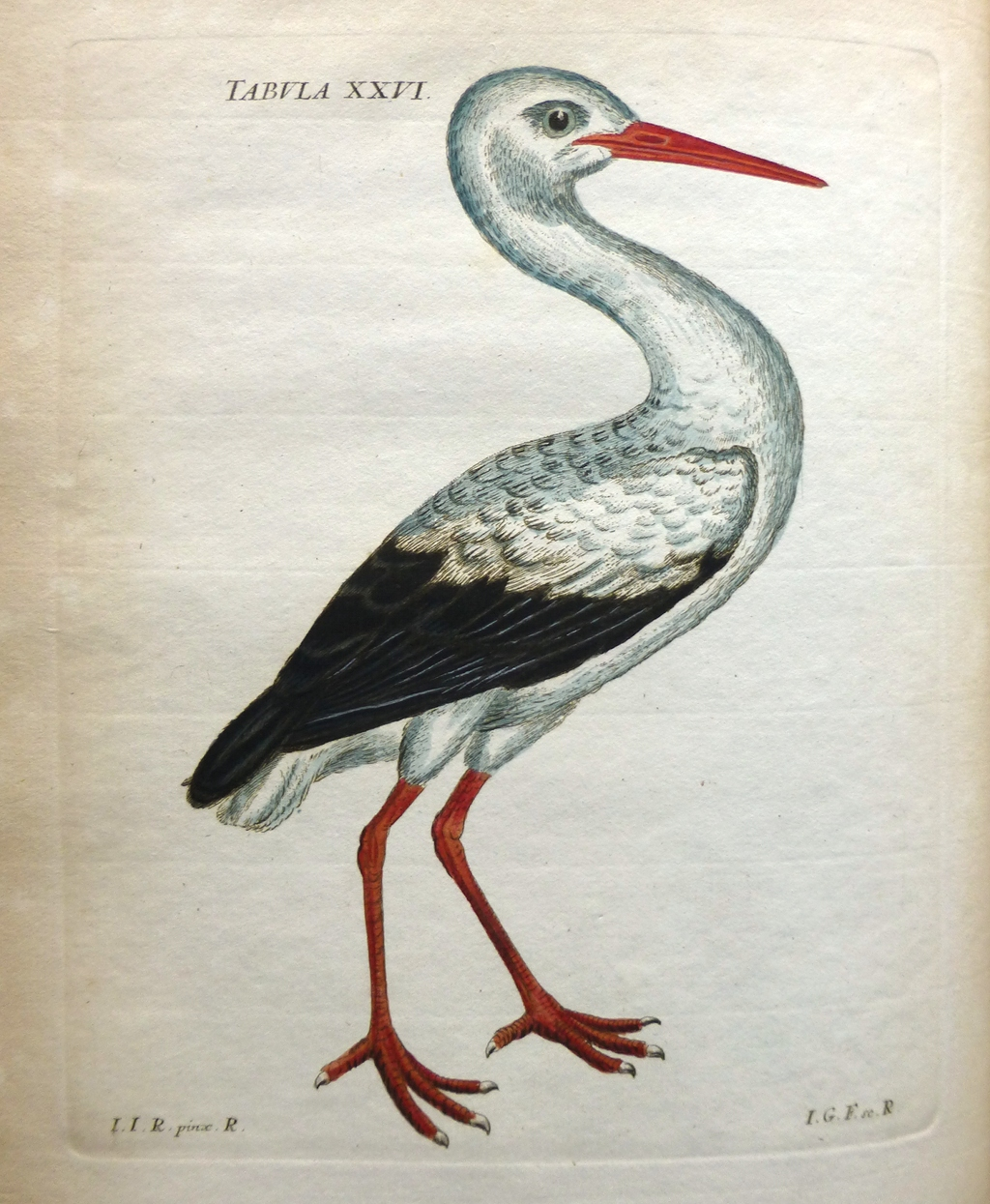
Dessin de « Ciconia alba », publié en 1774 dans l'ouvrage Elementa Ornithologica de Jacob Christian Schäffer.

La Cigogne blanche fait partie des nombreuses espèces d'oiseaux décrites par le naturaliste suédois Carl von Linné dans la dixième édition de son Systema Naturae parue en 1758, et où il lui donne pour protonyme le binôme de Ardea ciconia. L'espèce est reclassée en 1760 et de manière définitive par le zoologiste français Mathurin Jacques Brisson dans un nouveau genre, Ciconia, dont elle constitue donc l'espèce type,. Cependant la dénomination spécifique faisant alors doublon avec le genre, ce qui est contraire aux pratiques de l'époque, Jacob Christian Schäffer nomme l'espèce en Ciconia alba dès 1774. L'épithète d'origine, ciconia, a depuis été reprise, selon les conventions du code international de nomenclature zoologique (ICZN). Le nom de genre comme la dénomination spécifique, ciconia, viennent du mot latin pour « cigogne », cĭcōnĭa ; alba était quant à lui le mot latin pour « blanc ».
D'après la classification de référence (version 14.1, 2024) de l'Union internationale des ornithologues, la Cigogne blanche possède deux sous-espèces, :
- Ciconia ciconia ciconia (Linnaeus, 1758) : Europe, ouest de l'Asie, Moyen-Orient et Afrique, où elle hiverne au sud du Sahara[7] ou pour certains oiseaux en Inde[93] ;
- Ciconia ciconia asiatica Severtzov, 1873 : nicheuse en Asie centrale, dans le Turkestan, et hiverne de l'Iran à l'Inde. Cette sous-espèce est légèrement plus grande que la première[7],[91].

### Phylogénie

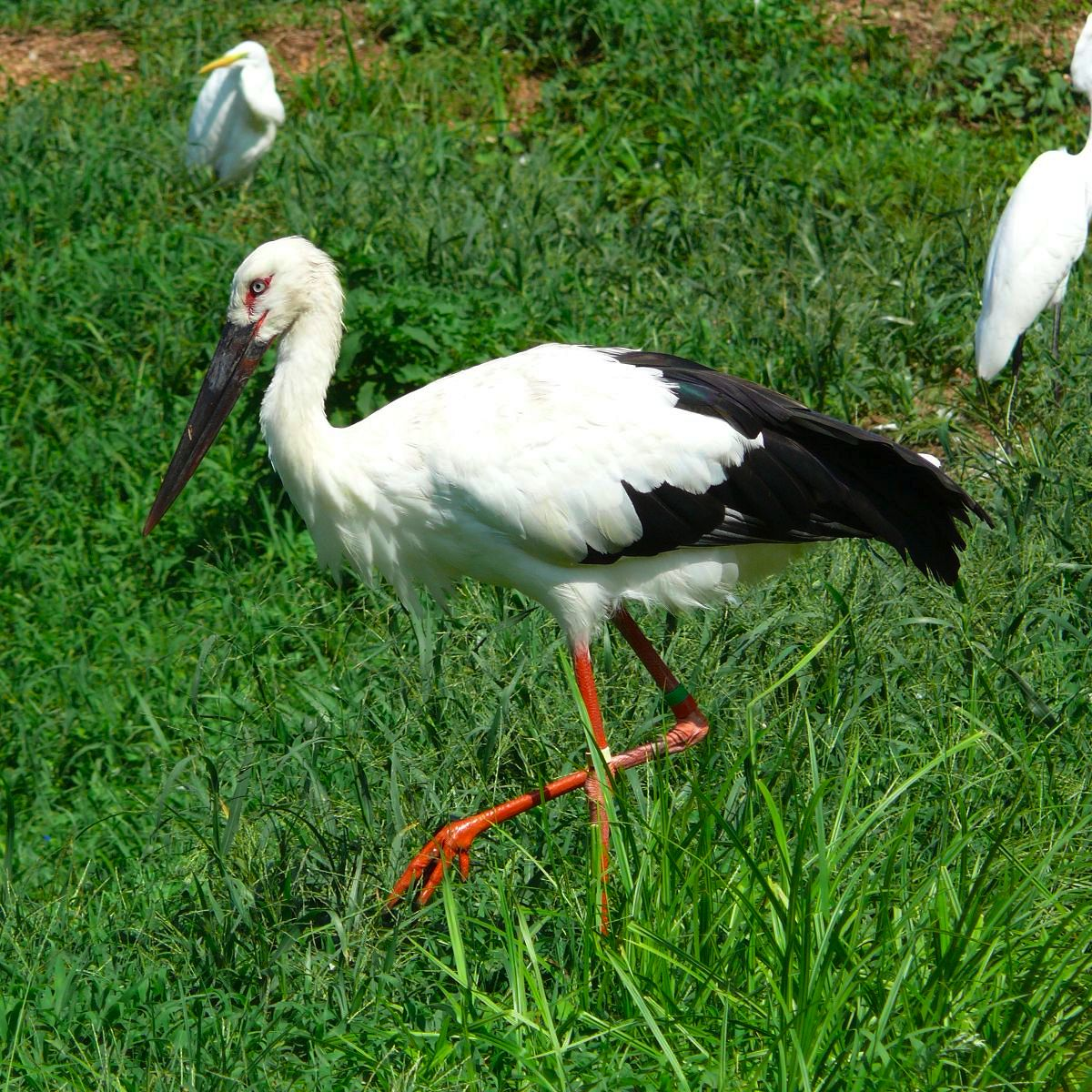
La Cigogne orientale (Ciconia boyciana) est l'espèce la plus proche de la Cigogne blanche.

La famille de la Cigogne blanche, celle des Ciconiidae, est depuis 2008 la seule de l'ordre des Ciconiiformes, qui autrefois comptait notamment certains Pelecaniformes (les hérons, le Bec-en-sabot du Nil et l'Ombrette africaine). La petite vingtaine d'espèces actuelles de la famille — qui se distinguent par leurs ailes larges et arrondies, leur queue courte et leur anisodactylie avec les trois doigts antérieurs légèrement palmés — est répartie en six genres constituant trois grands groupes : le premier rassemble les genres Mycteria (quatre tantales) et Anastomus (deux becs-ouverts), le second les grandes espèces des genres Ephippiorhynchus (deux jabirus), Jabiru (du Jabiru d'Amérique) et Leptoptilos (trois marabouts), et le troisième ne compte que le genre Ciconia, des cigognes vraies. Ce dernier groupe contient la Cigogne blanche et six autres espèces actuelles, qui se caractérisent par leurs becs droits et pointus et leur plumage principalement noir et blanc.
- - Ciconia nigra (Cigogne noire)
  - 
    - Ciconia abdimii (Cigogne d'Abdim)
    - 
      - Ciconia stormi (Cigogne de Storm)
      - Ciconia episcopus (Cigogne épiscopale)

  - 
    - Ciconia maguari (Cigogne maguari)
    - 
      - Ciconia boyciana (Cigogne orientale)
      - Ciconia ciconia (Cigogne blanche)

Les espèces les plus proches de la Cigogne blanche sont la grande Cigogne orientale (Ciconia boyciana) d'Asie de l'Est, qui était autrefois considérée comme une sous-espèce de Ciconia ciconia, et la Cigogne maguari (C. maguari), d'Amérique du Sud. Ces relations au sein du genre Ciconia sont à la fois appuyées par des similitudes comportementales et par des études biochimiques, avec l'analyse des séquences du gène du cytochrome b mitochondrial et par l'hybridation ADN.

### Données fossiles
L'extrémité distale de l'humérus droit fossilisé d'une cigogne a été retrouvé dans des couches datant du Miocène, sur l'île de Rusinga du lac Victoria, au Kenya,. Ce fossile date de 24 à 6 millions d'années et pourrait être celui d'une Cigogne blanche ou d'une Cigogne noire (C. nigra), qui sont de taille équivalente et qui ont une structure osseuse très similaire. Un carpo-métacarpe des couches du Miocène moyen sur l'île de Maboko présente les mêmes difficultés d'identification,.

## La Cigogne blanche et l'homme

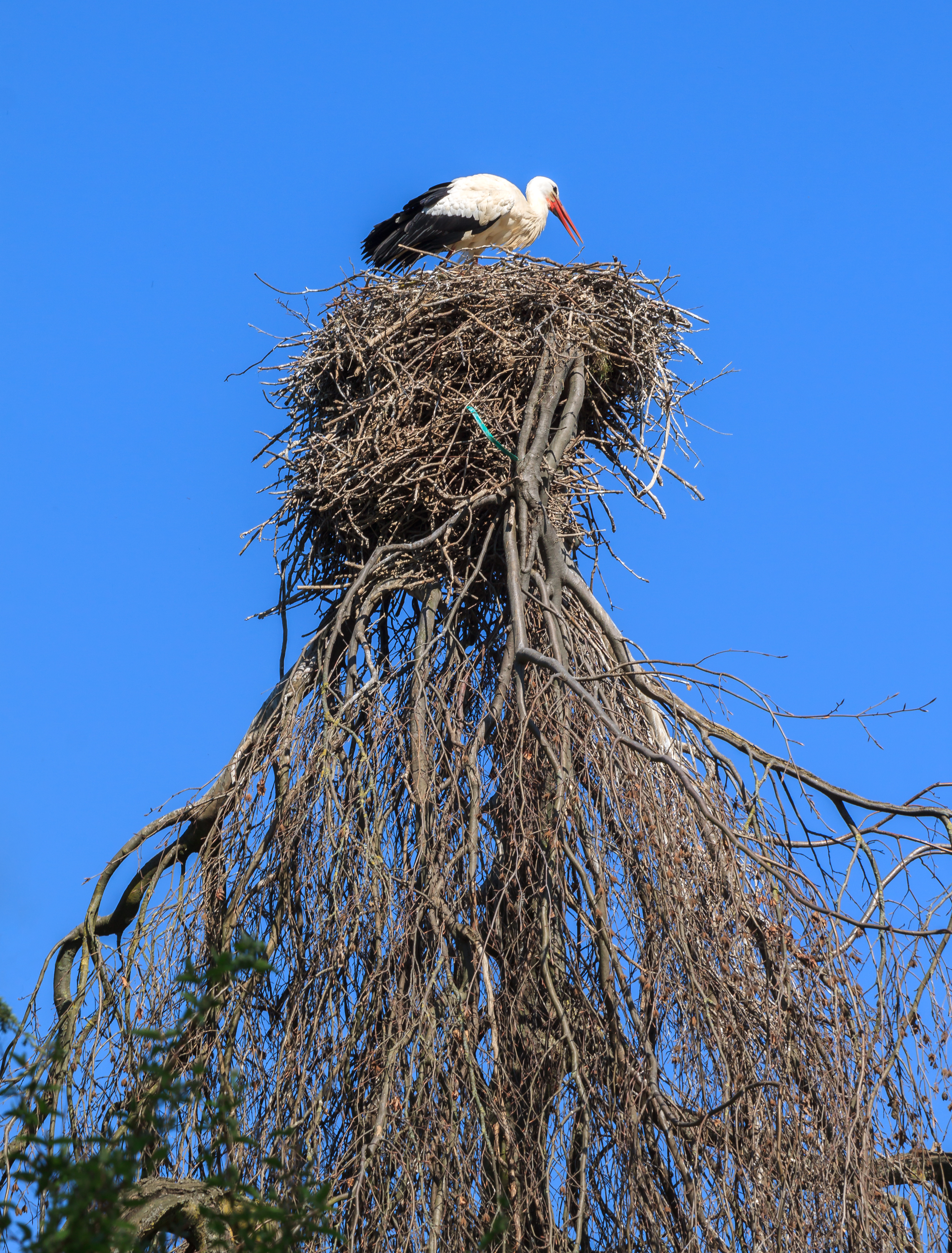
Cigogne dans le zoo de Heidelberg.

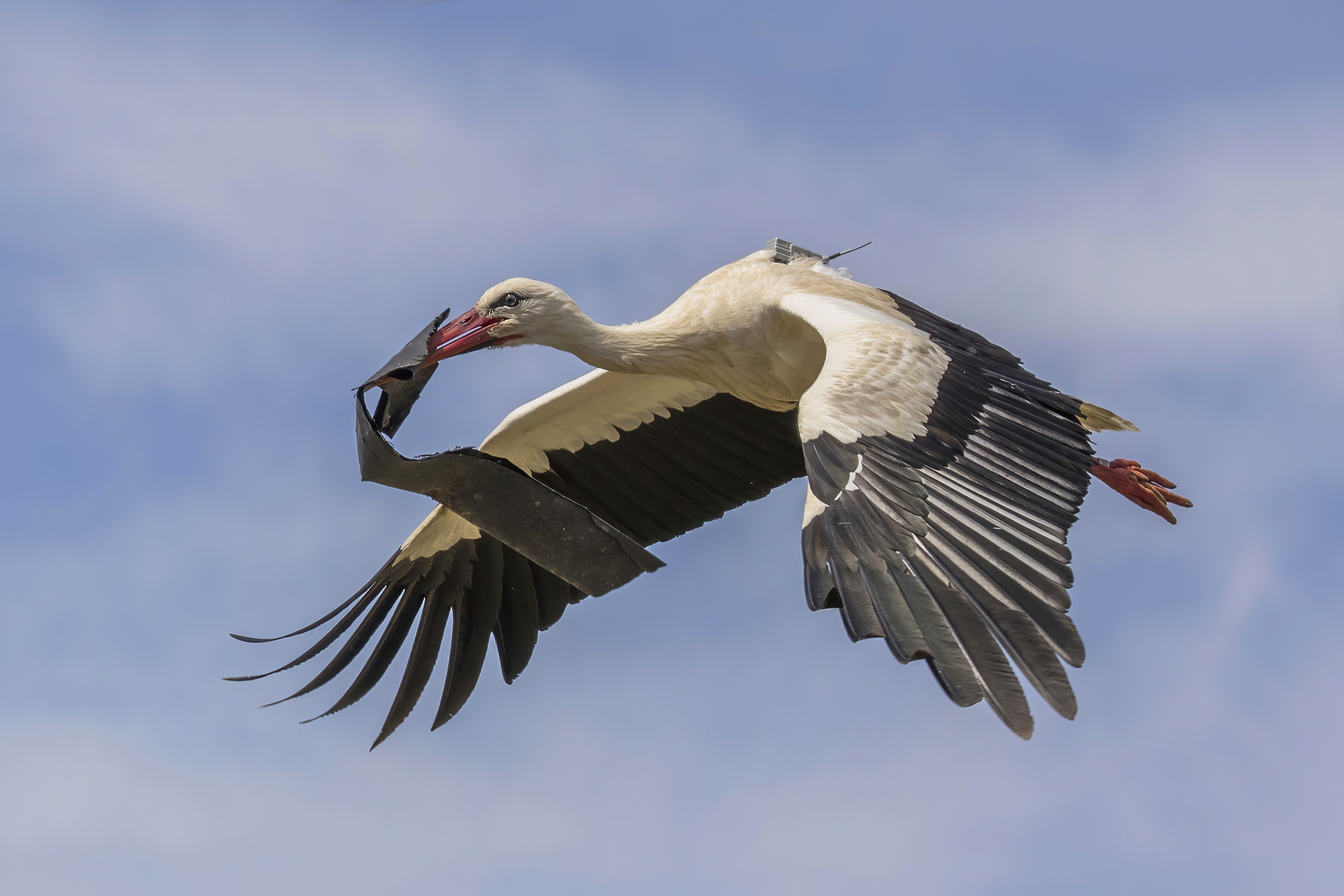
Une cigogne blanche en train de transporter un morceau de plastique. Avril 2022.

### Menaces et conservation

#### Effectifs

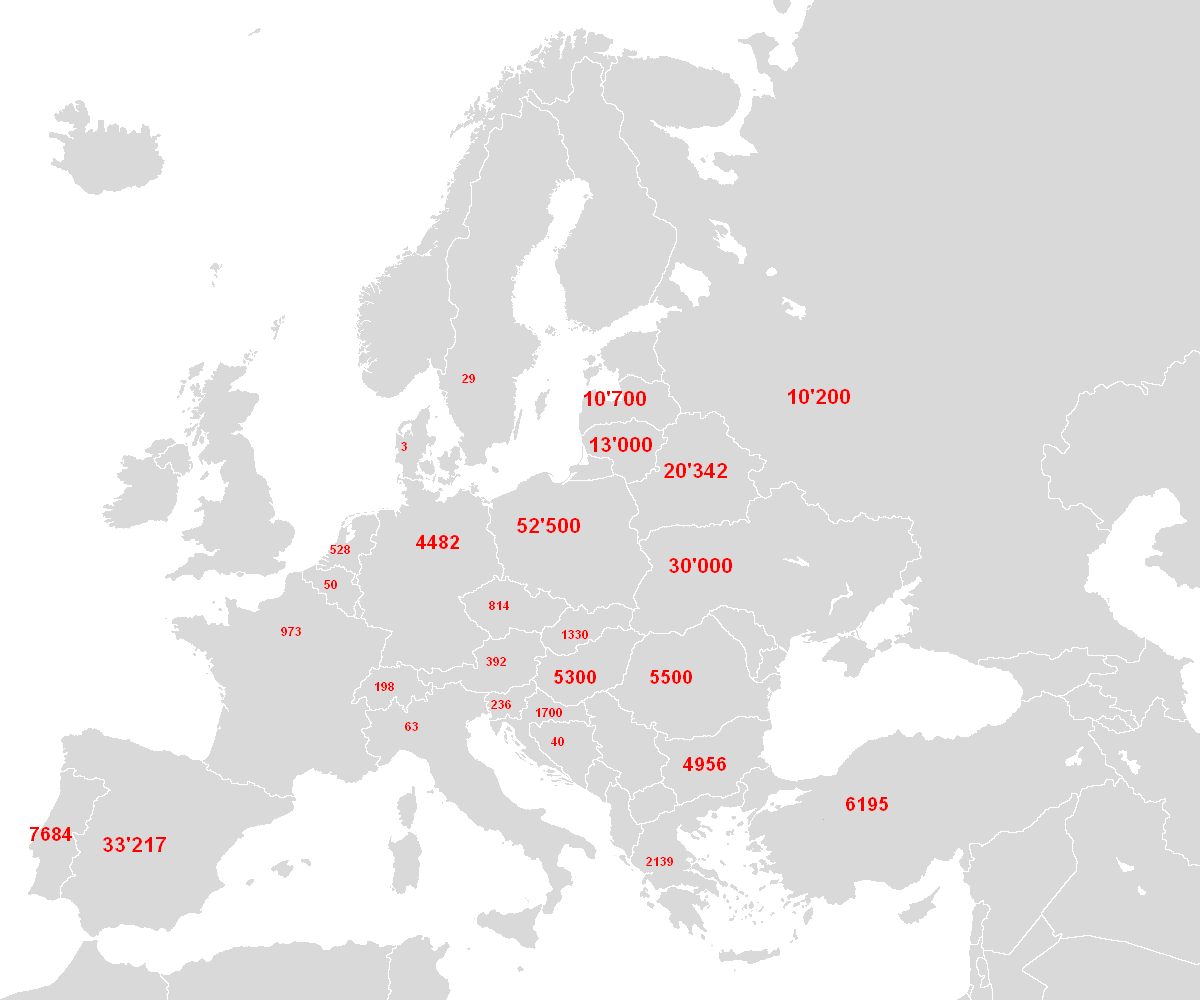
Résultats du recensement des Cigognes blanches en Europe de 2004-2005, montrant les nombres de couples reproducteurs par pays.

BirdLife International estime que la population mondiale compte 500 000 à 520 000 individus adultes, se répartissant sur une aire extrêmement vaste de 6 320 000 km2, et avec des effectifs probablement en augmentation. Une importante population de Cigognes blanches se reproduit en Europe centrale et de l'Est : lors d'un recensement en 2004-2005, dans 28 pays représentant 88 % de la population mondiale, on dénombre 52 500 couples reproducteurs en Pologne, 30 000 en Ukraine, 20 342 en Biélorussie, 13 000 paires en Lituanie (soit la plus forte densité de population), 10 700 en Lettonie, et 10 200 en Russie ; il y a alors environ 5 500 couples en Roumanie, 5 300 en Hongrie et 4 956 en Bulgarie. En Allemagne, la majorité des 4 482 couples reproducteurs se trouvent dans l'Est du pays, en particulier dans les länder de Brandebourg et de Mecklembourg-Poméranie-Occidentale (respectivement 1 296 et 863 couples comptés en 2008).
En dehors de l'Espagne et du Portugal (respectivement 33 217 et 7 684 couples en 2004-2005), les populations du sud et de l'ouest de l'Europe sont généralement beaucoup moins stables ; la population danoise ne compte par exemple que trois paires en 2005. Dans l'Est de la région méditerranéenne la Turquie abrite une population non négligeable de 6 195 couples reproducteurs, et la Grèce de 2 139 couples en 2004-2005. En Europe occidentale, la Cigogne blanche reste un oiseau rare, mais grâce aux efforts de conservation elle est aujourd'hui en progression constante. En 2004 les Pays-Bas comptent 528 couples reproducteurs, et 700 en 2008. En France, où l'espèce avait presque disparu dans les années 1970, elle est actuellement en train de reconquérir l'ensemble du pays : on comptait 973 couples en 2004, chiffre porté à 1 750 en 2011, à 2 400 en 2017, et à 4 500 couples en 2020. En 2008, il y avait 601 couples reproducteurs en Arménie.

#### Mesures préventives

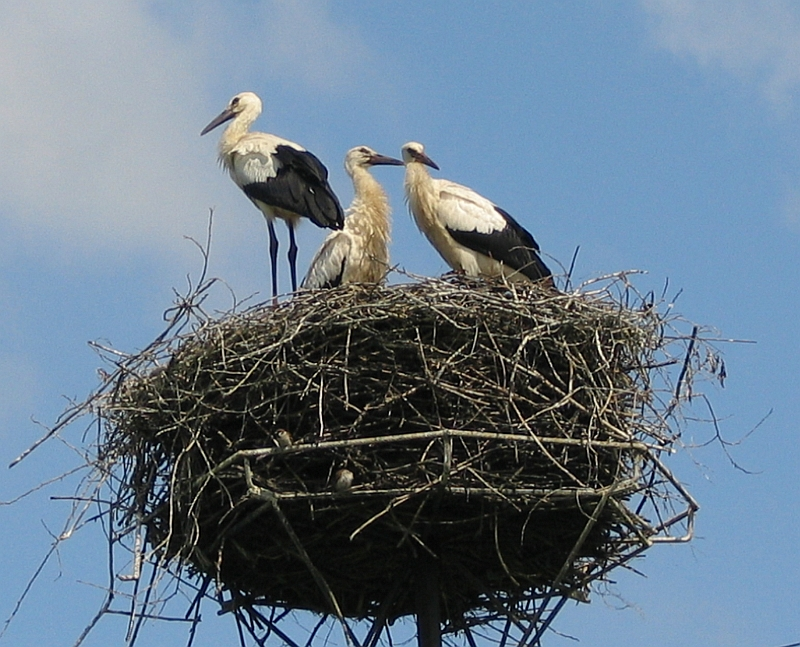
Un nid établi sur une plate-forme construite par l'Homme, en Pologne. Trois cigogneaux sont dans le nid, et deux Moineaux friquets (Passer montanus) sont perchés à la base du nid.

L'industrialisation et les changements des méthodes agricoles (principalement le drainage des zones humides et la transformation des prairies en cultures notamment de maïs et de coton) entament le déclin de la Cigogne blanche au XIXe siècle : le dernier individu sauvage en Belgique est vu en 1895, en Suède en 1955, en Suisse en 1950 et aux Pays-Bas en 1991. L'espèce a cependant été réintroduite depuis dans de nombreuses régions. Alors qu'elle était considérée en 1988 comme « quasi menacée » (NT) par l'Union internationale pour la conservation de la nature, elle est depuis 1994 considérée comme de « préoccupation mineure ». La Cigogne blanche fait partie des espèces concernées par l'Accord sur la conservation des oiseaux d'eau migrateurs d'Afrique-Eurasie (AEWA). Les signataires de l'accord sont tenus de s'engager dans une grande variété de stratégies de conservation, décrites dans un plan d'action détaillé, et destiné à traiter des questions clés telles que la conservation des espèces et des habitats, la gestion des activités humaines, la recherche et l'éducation, et leur mise en œuvre. Les menaces pesant sur l'espèce comprennent le recul continuel des zones humides, les collisions avec les lignes électriques aériennes, l'utilisation de pesticides persistants (comme le DDT) pour la lutte contre les criquets en Afrique, la mauvaise alimentation dans ces quartiers d'hiver en résultant, ainsi que des sécheresses, enfin la chasse en grande partie illégale sur les itinéraires migratoires et dans les zones d'hivernage,. Au Soudan par exemple, il y aurait chaque année 3 000 oiseaux tués par la chasse. La démographie est principalement dépendante du taux de survie des adultes plus que du succès reproducteur.
Dans les années 1980, la population était tombée à moins de neuf couples nicheurs dans tout le haut de la vallée du Rhin, où la Cigogne blanche était un oiseau emblématique pendant des siècles. Dans cette zone les efforts de conservation ont réussi à accroître la population d'oiseaux jusqu'à 270 couples en 2008, en grande partie grâce aux actions de l'Association pour la Protection et la Réintroduction des Cigognes en Alsace Lorraine (APRECIAL). La réintroduction d'oiseaux élevés en captivité a endigué le recul des effectifs en Italie, aux Pays-Bas et en Suisse. Quelques couples se reproduisent aussi en Afrique du Sud, provenant en général de la population hivernante habituelle.
En Pologne, on a ajouté des plates-formes au-dessus de poteaux électriques pour éviter que le grand nid de l'oiseau ne cause des problèmes de distribution, et les nids sont parfois déplacés d'un poteau électrique à une plate-forme artificielle. L’enterrement des câbles ou des silhouettes de rapaces sur les pylônes sont des stratégies étudiées dans les pays industrialisés pour prévenir les accidents. Aux Pays-Bas, les mesures d'introduction d'oiseaux élevés en zoos ont été complétées par des initiatives bénévoles de nourrissage et de construction de nids. Des programmes de réintroduction similaires ont été établis en Suède et en Suisse, où 175 couples se sont reproduits en 2000. La viabilité à long terme de la population suisse n'est pas certaine, le succès reproducteur étant faible et le nourrissage ne paraissant pas donner d'avantages aux couvées.

### Dans la culture

#### Oiseau symbolique et de bon augure

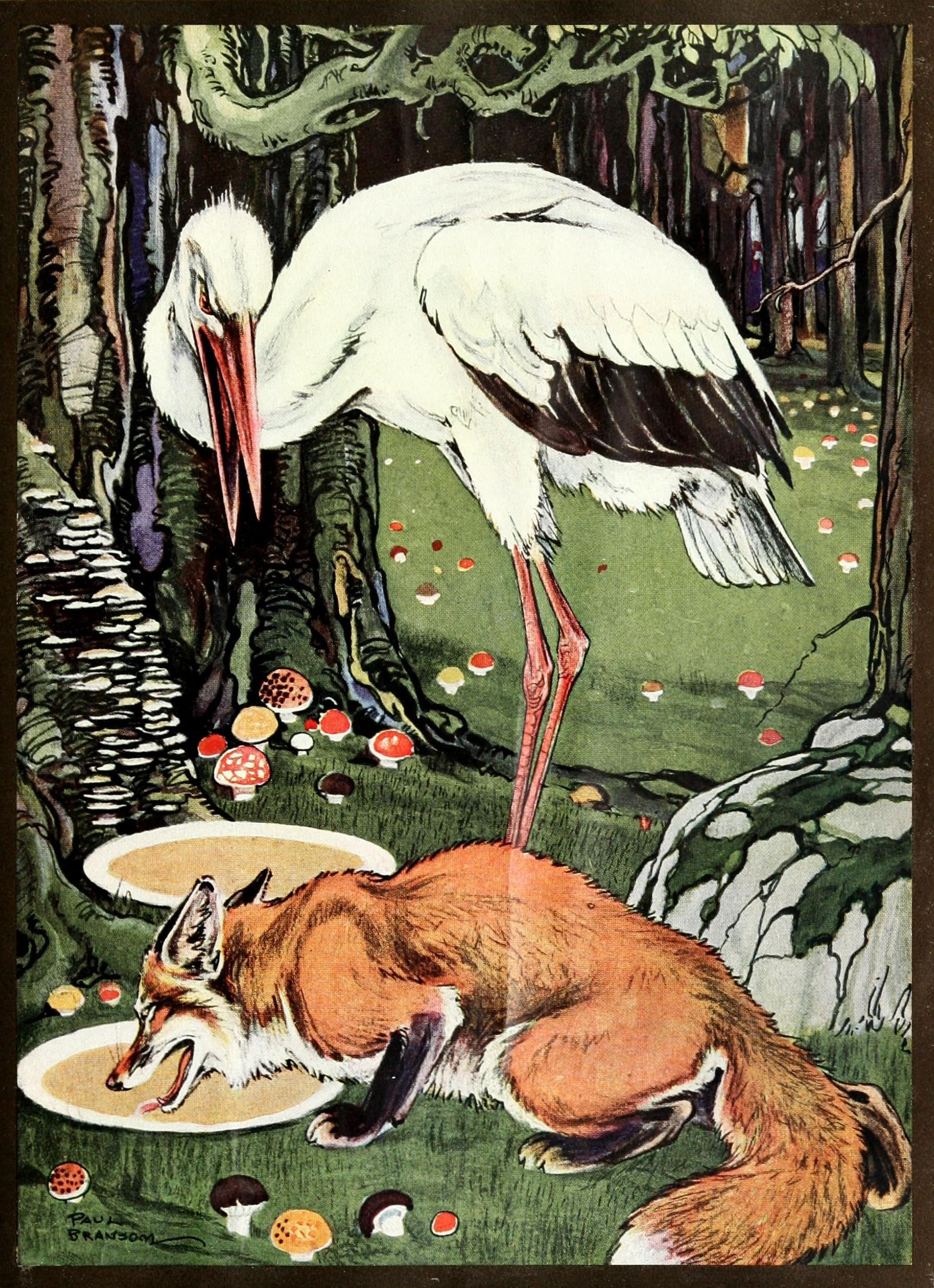
Planche illustrant la fable Le Renard et la Cigogne.

La Cigogne blanche, par sa grande taille, sa prédation des animaux nuisibles et parce qu'elle niche près de l'homme, a eu un impact important dans la culture et le folklore. Dans l'Égypte antique, elle était associée au bâ, l'« âme », dont elle était le hiéroglyphe. Le mot hébreu pour désigner cette cigogne est « חסידה » (chasidah) et dérive de « חסד » (chesed), la « gentillesse, miséricorde », selon une croyance que l'oiseau est réputé pour être serviable avec les autres membres de son espèce. Les mythologies grecque et romaine dépeignent les cigognes comme des modèles de piété pour leurs parents, qui ne meurent pas de vieillesse mais s'envolent vers les îles et prennent l'apparence d'êtres humains. L'oiseau est le protagoniste de deux des fables d'Ésope : Du Laboureur et de la Cigogne et Du Renard et de la Cigogne. Cette dernière a inspiré Jean de La Fontaine dans l'écriture de sa fable Le Renard et la Cigogne ; le même auteur écrit également Le Loup et la Cigogne.
On prête également à ces oiseaux une forte piété filiale, avec la réputation de prendre soin de leurs vieux parents, de les nourrir et même de les transporter. Une loi grecque appelée Pelargonia, du grec ancien « πελαργός » (pelargos) désignant cette cigogne, exigeait des citoyens qu'ils prissent soin de leurs parents âgés. Les Grecs estimaient aussi que tuer une cigogne pouvait être puni de mort et dans la Thessalie antique, l'oiseau aurait été protégé car il chassait les serpents. L'« oiseau blanc haï des longs serpents » de Virgile est par ailleurs souvent considéré comme une référence à la Cigogne blanche, même si le Circaète Jean-le-Blanc (Circaetus gallicus), essentiellement ophiophage, a également été proposé pour interprétation. Virgile rapportait également que l'arrivée de l'« oiseau blanc » au printemps rappelait aux agriculteurs de planter leurs vignes. Au début du XIXe siècle, les Grecs ont néanmoins tué de nombreuses Cigognes blanches après que les Turcs, qui les vénéraient, furent partis du pays.

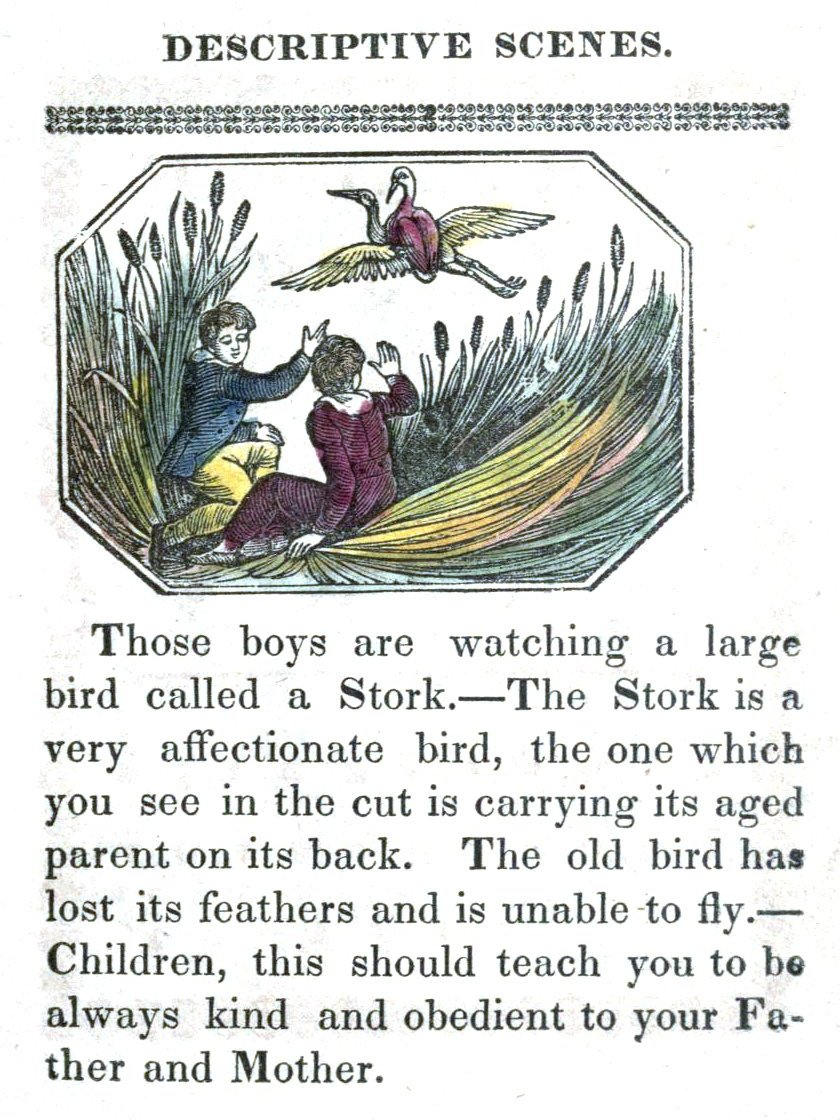
Page d'un livre éducatif pour enfants de 1831, avec la légende suivante :
Ces garçons regardent un grand oiseau appelé une Cigogne. — La Cigogne est un oiseau très affectueux, celle que vous voyez dans la miniature transporte son vieux parent sur son dos. Le vieil oiseau a perdu ses plumes et est incapable de voler. — Les enfants, cela devrait vous apprendre à être toujours aimable et obéissant avec votre Père et votre Mère.

La Cigogne blanche ne craint pas l'être humain tant qu'elle n'est pas dérangée, et niche souvent sur les bâtiments en Europe. En Allemagne, les cigognes étaient protégées car leurs âmes étaient dites humaines ; la présence d'un nid sur une maison était censé protéger la demeure des incendies. En 1007 à la cathédrale Notre-Dame de Strasbourg, la foudre frappa l'édifice alors en construction et les ouvriers ne reprirent le travail qu'après qu'un couple de Cigognes blanches eut décidé de nidifier sur les échafaudages. Les Allemands et les Néerlandais encourageaient les cigognes à nicher sur leurs maisons pour leur porter chance, parfois en construisant des plateformes à cet effet. En Europe de l'Est, on pensait que les cigognes nichant sur une maison apportaient l'harmonie à la famille, qu'un village comptant beaucoup de ces oiseaux ferait une bonne moisson, et que l'animal pouvait prédire le temps : une agitation des cigognes était présage de mauvais temps, si l'oiseau se tenait sur une patte il allait faire froid, et s'il claquait du bec la journée serait ensoleillée. Dans l'islam, la cigogne (en arabe leklek ou laqlaq par onomatopée), est soumise à un interdit alimentaire comme beaucoup d'oiseaux de proie, tout comme dans le judaïsme, selon le chapitre 14 du Deutéronome.
Les premiers éléments de compréhension sur la migration des oiseaux sont dus à un intérêt porté à la Cigogne blanche : l'appellation de Pfeilstorch (de l'allemand « cigogne à flèche ») désigne des cigognes ayant été touchées par des flèches africaines et retrouvées en Europe avec l'arme toujours fichée dans le corps. Un cas réputé concerne un individu trouvé dans l'été 1822 dans la ville allemande de Klütz, entièrement taxidermisé avec la flèche africaine ornée, et qui est exposé à l'université de Rostock. La Cigogne blanche figure sur plus de 120 timbres émis par plus de 60 organismes émetteurs. Elle est emblématique de l'Alsace et présente sur le logo du Racing Club de Strasbourg Alsace. Elle aussi est l'oiseau national de la Lituanie depuis 1973 et un symbole de la Biélorussie. On la retrouve beaucoup en héraldique, parfois avec un serpent dans le bec, comme dans les armoiries de la famille des Cicogna de Venise ou de La Haye, aux Pays-Bas. Elle était la mascotte polonaise de l'exposition universelle de 2000 de Hanovre. Pendant plusieurs siècles, les cigognes étaient réputées vivre uniquement dans les pays ayant une forme républicaine de gouvernement.

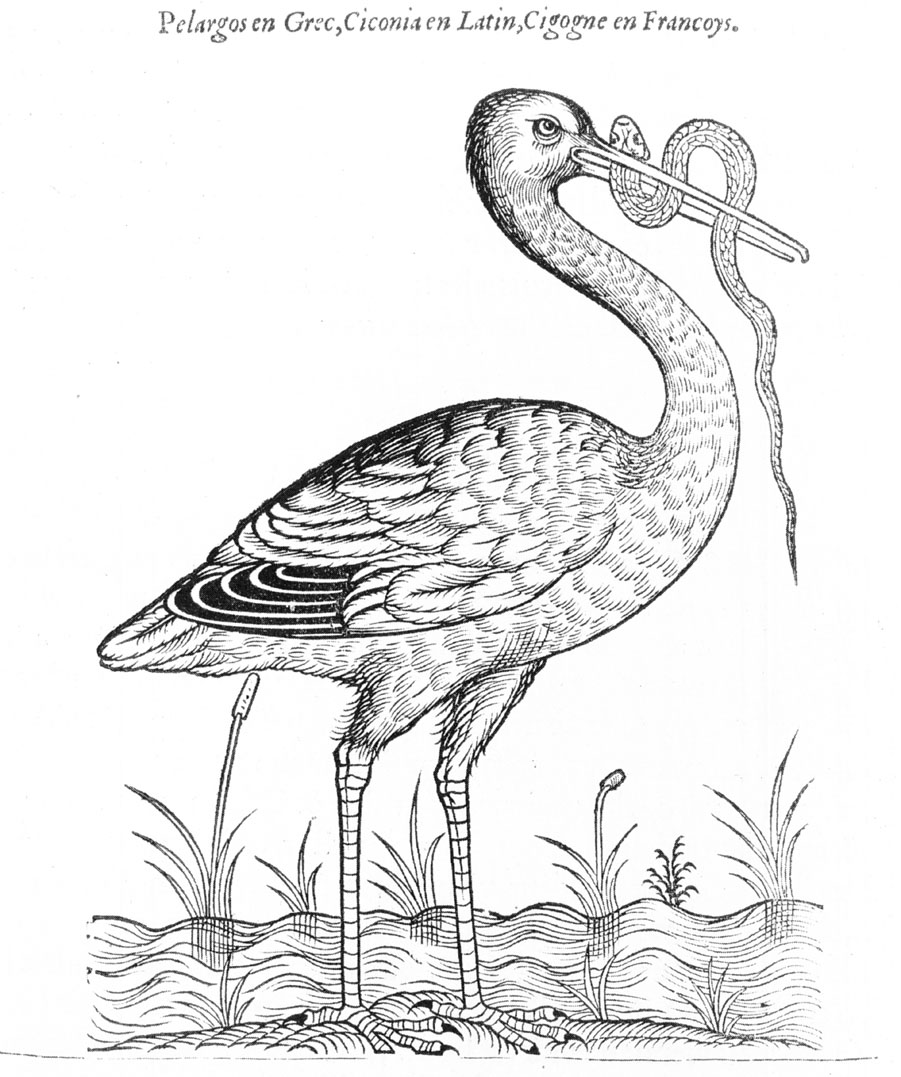
Dessin de 1555 du naturaliste Pierre Belon représentant une cigogne tenant un serpent dans son bec.
Le blason de la ville de La Haye arbore une cigogne tenant un serpent dans son bec.
La cigogne est le symbole des Mines de potasse d'Alsace. Cet animal fait partie du folklore de cette région.
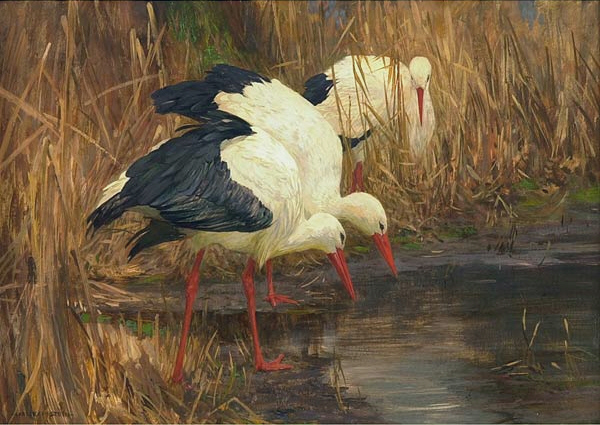
Trois cigognes dans une peinture de Carl Kappstein (1869–1933).

#### Cigognes et nouveau-nés
« Cigogne, Cigogne cabre-toi

Apporte à maman un joli marmot,

Un qui pleure, un qui rit,

Un qui fait bien dans le pot.

Cigogne, Cigogne cabre-toi,

Apporte-moi des petits pains,

Un pour moi, un pour toi,

Mais pour les méchants garçons aucun. »

Une célèbre légende du nord de l'Europe conte que la Cigogne blanche est chargée d'apporter les bébés aux jeunes parents. La première trace remonterait à 1840 avec un poème gravé par l'allemand Jean Frédéric Wentzel, mais ce mythe a probablement une origine très ancienne ; il est popularisé par le danois Hans Christian Andersen au XIXe siècle par son petit conte intitulé Les Cigognes. Le folklore allemand rapportait que les cigognes trouvaient les bébés dans les grottes ou les marais et les apportaient aux ménages dans un panier, en les portant sur leur dos ou les tenant dans leur bec. Les grottes étaient alors censées contenir l'adebarsteine ou « pierre de cigogne », mais les oiseaux pouvaient aussi trouver les enfants dans la Kindelsbrunnen ou « fontaine aux enfants » en allemand. Les nouveau-nés étaient directement donnés à la mère ou lâchés dans la cheminée. Les couples désirant un enfant pouvaient le signifier en plaçant des sucreries pour la cigogne sur le rebord de la fenêtre. Depuis l'Europe, le folklore s'est propagé partout dans le monde aussi loin que dans les Philippines et en Amérique du Sud.
Dans la mythologie slave, la cigogne fait naître les âmes en les apportant du paradis, Iriy, jusque sur la Terre, au printemps et en été. Dans le folklore germanique, Holda donne vie aux nouveau-nés à partir des âmes des défunts et l'oiseau est chargé d'apporter les enfants aux parents. Ces croyances sont toujours présentes dans la culture populaire moderne de nombreux pays slaves, au travers de l'histoire pour enfants simplifiée expliquant que les cigognes apportent les enfants dans ce monde. Les Néerlandais nomment l'oiseau Ooievaar de l'allemand odebaar pour « transporteur d'âmes ». Les slaves voyaient la cigogne comme un porte-bonheur, et tuer l'un de ces oiseaux portait malheur. La légende sur l'origine des enfants est apparue sous différentes formes dans l'histoire, et l'on disait parfois aux enfants d'esclaves afro-américains que les bébés blancs étaient apportés par les cigognes tandis que les bébés noirs naissaient à partir d'œufs de buses. En Orient, un simple regard de l'oiseau suffit à rendre une femme enceinte.

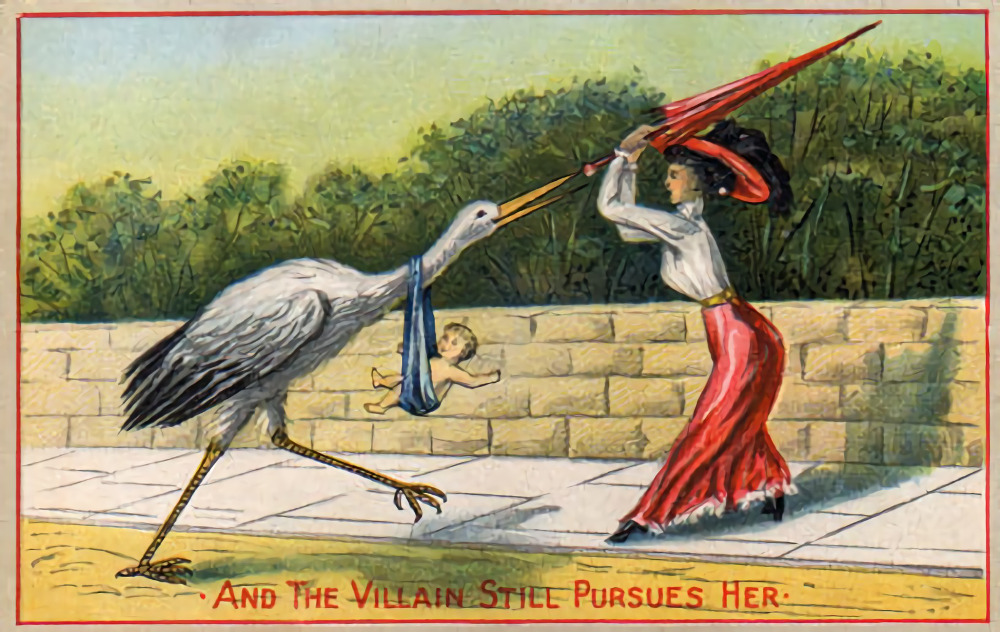
Carte humoristique du début du XIXe siècle, représentant une femme repoussant à coups d'ombrelle une cigogne lui apportant un bébé.

Le caractère durable de ce mythe du nouveau-né est possiblement lié au fait qu'il remédie à l'inconfort de parler de sexe et de procréation à des enfants. Les oiseaux ont longtemps été associés à des symboles maternels, des déesses païennes comme Junon ou Ilithyie jusqu'au Saint-Esprit, et la cigogne peut avoir été choisie pour son plumage blanc (représentant la pureté), sa taille (elle est assez grande pour transporter un nouveau-né) ou son vol à haute altitude (comparé à un vol entre la Terre et le Ciel). Dans la mythologie grecque, Antigone, fille de Laomédon est changée en cigogne par Junon, « celle qui permet à l'enfant de voir la lumière du jour », après lui avoir disputé la beauté. La légende des bébés et sa relation avec le monde interne de l'enfant a été étudiée par Sigmund Freud, et par Carl Gustav Jung qui se rappelle s'être entendu raconter cette histoire pour la naissance de sa propre sœur,.
Le mythe est toujours entretenu avec des utilisations dans les faire-part de naissance, ou dans la publicité pour des produits tels que des couches. Chez les Schtroumpfs, de la bande dessinée de Peyo, c'est également la Cigogne blanche qui apporte les bébés les nuits de « lune bleue ». Une étude à long terme montrant une corrélation trompeuse entre le nombre de nids de cigognes et celui des naissances humaines est souvent citée dans l'enseignement basique des statistiques comme un exemple montrant que corrélation n'implique pas nécessairement causalité : c'est une illustration du sophisme cum hoc ergo propter hoc, parfois appelé « effet cigogne »,.

#### Symbolique plus sombre
Le folklore autour de la Cigogne blanche compte aussi des aspects négatifs. Ainsi un conte polonais narre comment Dieu a fait le blanc plumage de l'oiseau, et comment le diable a ajouté le noir de ses ailes, insufflant dans l'animal des impulsions à la fois bonnes et mauvaises. En Allemagne, on expliquait les nouveau-nés handicapés ou mort-nés comme ayant été lâchés accidentellement en chemin par la cigogne, ou comme une punition pour de mauvais actes passés des parents ; les angiomes de naissance portent parfois le nom de « Storchenbiss » (morsures de cigogne). La mère alitée avant l'accouchement était dite « becquée » par la cigogne. Au Danemark, on disait que les couples de cigognes jetaient un jeune du nid, puis des œufs les années suivantes. Dans l'Angleterre médiévale, la cigogne était également associée à l'adultère, peut-être à cause de ses ostensibles parades nuptiales, sa toilette et ses postures qui étaient interprétées comme de la fatuité ; elle réprimandait les femmes infidèles par des coups de bec, mais le sexe masculin n'était pas concerné par son comportement moraliste.

#### Dans la fiction
- Le roman Le Vol des cigognes de Jean-Christophe Grangé (1994) raconte l'enquête d'un ornithologue amateur démantelant un réseau de trafiquants de diamants centrafricains utilisant des cigognes pour leur faire convoyer les pierres précieuses vers l'Europe à l'occasion de leur migration annuelle.
- Dans les jeux vidéos Yoshi's Island, une cigogne blanche porte Bébé Mario et Bébé Luigi avant de heurter Kamek.
- La neuvième génération de Pokémon introduit Lestombaile, un Pokémon de type Ténèbres et Vol inspiré de la cigogne blanche.